# Llista d'asteroides (283001-284000)
Llista d'asteroides del 283.001 al 284.000, amb data de descoberta i descobridor. És un fragment de la llista d'asteroides completa. Als asteroides se'ls dona un número quan es confirma la seva òrbita, per tant apareixen llistats aproximadament segons la data de descobriment.

## 283001-283100
| Nom                   | Designació provisional | Data de descobriment   | Lloc de descobriment | Descobridor/s          |
| --------------------- | ---------------------- | ---------------------- | -------------------- | ---------------------- |
| 283001                | 2007 TF386             | 15 d'octubre de 2007   | Catalina             | CSS                    |
| 283002                | 2007 TH387             | 13 d'octubre de 2007   | Kitt Peak            | Spacewatch             |
| 283003                | 2007 TS390             | 14 d'octubre de 2007   | Mount Lemmon         | Mt. Lemmon Survey      |
| 283004                | 2007 TQ393             | 14 d'octubre de 2007   | Catalina             | CSS                    |
| 283005                | 2007 TZ411             | 14 d'octubre de 2007   | Catalina             | CSS                    |
| 283006                | 2007 TU418             | 8 d'octubre de 2007    | Anderson Mesa        | LONEOS                 |
| 283007                | 2007 UF                | 16 d'octubre de 2007   | Bisei SG Center      | BATTeRS                |
| 283008                | 2007 UR46              | 20 d'octubre de 2007   | Catalina             | CSS                    |
| 283009                | 2007 UT50              | 24 d'octubre de 2007   | Mount Lemmon         | Mt. Lemmon Survey      |
| 283010                | 2007 UG83              | 30 d'octubre de 2007   | Kitt Peak            | Spacewatch             |
| 283011                | 2007 UH116             | 31 d'octubre de 2007   | Kitt Peak            | Spacewatch             |
| 283012                | 2007 VQ38              | 2 de novembre de 2007  | Catalina             | CSS                    |
| 283013                | 2007 VA50              | 1 de novembre de 2007  | Kitt Peak            | Spacewatch             |
| 283014                | 2007 VC94              | 7 de novembre de 2007  | Socorro              | LINEAR                 |
| 283015                | 2007 VT98              | 2 de novembre de 2007  | Kitt Peak            | Spacewatch             |
| 283016                | 2007 VF124             | 5 de novembre de 2007  | Mount Lemmon         | Mt. Lemmon Survey      |
| 283017                | 2007 VW126             | 11 de novembre de 2007 | Bisei SG Center      | BATTeRS                |
| 283018                | 2007 VA156             | 5 de novembre de 2007  | Kitt Peak            | Spacewatch             |
| 283019                | 2007 VD182             | 8 de novembre de 2007  | Catalina             | CSS                    |
| 283020                | 2007 VU193             | 4 de novembre de 2007  | Mount Lemmon         | Mt. Lemmon Survey      |
| 283021                | 2007 VN208             | 11 de novembre de 2007 | Catalina             | CSS                    |
| 283022                | 2007 VA234             | 8 de novembre de 2007  | Purple Mountain      | PMO NEO Survey Program |
| 283023                | 2007 VJ253             | 13 de novembre de 2007 | Catalina             | CSS                    |
| 283024                | 2007 VV267             | 9 de novembre de 2007  | Socorro              | LINEAR                 |
| 283025                | 2007 VN269             | 14 de novembre de 2007 | Socorro              | LINEAR                 |
| 283026                | 2007 VH284             | 14 de novembre de 2007 | Kitt Peak            | Spacewatch             |
| 283027                | 2007 VQ321             | 3 de novembre de 2007  | Catalina             | CSS                    |
| 283028                | 2007 VY321             | 8 de novembre de 2007  | Mount Lemmon         | Mt. Lemmon Survey      |
| 283029                | 2007 WH5               | 18 de novembre de 2007 | Bisei SG Center      | BATTeRS                |
| 283030                | 2007 WG8               | 18 de novembre de 2007 | Socorro              | LINEAR                 |
| 283031                | 2007 WV15              | 18 de novembre de 2007 | Mount Lemmon         | Mt. Lemmon Survey      |
| 283032                | 2007 WD19              | 18 de novembre de 2007 | Mount Lemmon         | Mt. Lemmon Survey      |
| 283033                | 2007 WH40              | 18 de novembre de 2007 | Catalina             | CSS                    |
| 283034                | 2007 XG15              | 7 de desembre de 2007  | Pla D'Arguines       | R. Ferrando            |
| 283035                | 2007 XJ46              | 15 de desembre de 2007 | Catalina             | CSS                    |
| 283036                | 2007 YE52              | 30 de desembre de 2007 | Anderson Mesa        | LONEOS                 |
| 283037                | 2008 BG8               | 16 de gener de 2008    | Kitt Peak            | Spacewatch             |
| 283038                | 2008 BS14              | 28 de gener de 2008    | Altschwendt          | W. Ries                |
| 283039                | 2008 BV29              | 30 de gener de 2008    | Catalina             | CSS                    |
| 283040                | 2008 BJ30              | 30 de gener de 2008    | Mount Lemmon         | Mt. Lemmon Survey      |
| 283041                | 2008 CC                | 2 de febrer de 2008    | Catalina             | CSS                    |
| 283042                | 2008 CC73              | 11 de febrer de 2008   | Catalina             | CSS                    |
| 283043                | 2008 DD15              | 26 de febrer de 2008   | Mount Lemmon         | Mt. Lemmon Survey      |
| 283044                | 2008 DH67              | 29 de febrer de 2008   | Kitt Peak            | Spacewatch             |
| 283045                | 2008 EW16              | 1 de març de 2008      | Kitt Peak            | Spacewatch             |
| 283046                | 2008 EB36              | 3 de març de 2008      | Catalina             | CSS                    |
| 283047                | 2008 EU84              | 13 de març de 2008     | Catalina             | CSS                    |
| 283048                | 2008 EA143             | 13 de març de 2008     | Catalina             | CSS                    |
| 283049                | 2008 EQ148             | 2 de març de 2008      | Kitt Peak            | Spacewatch             |
| 283050                | 2008 FX22              | 27 de març de 2008     | Kitt Peak            | Spacewatch             |
| 283051                | 2008 FZ123             | 29 de març de 2008     | Kitt Peak            | Spacewatch             |
| 283052                | 2008 GA38              | 3 d'abril de 2008      | Kitt Peak            | Spacewatch             |
| 283053                | 2008 GJ120             | 12 d'abril de 2008     | Catalina             | CSS                    |
| 283054                | 2008 HN19              | 26 d'abril de 2008     | Kitt Peak            | Spacewatch             |
| 283055                | 2008 HS29              | 28 d'abril de 2008     | Mount Lemmon         | Mt. Lemmon Survey      |
| 283056                | 2008 OH                | 25 de juliol de 2008   | La Sagra             | La Sagra               |
| 283057 Casteldipiazza | 2008 OZ5               | 24 de juliol de 2008   | San Marcello         | G. Fagioli, L. Tesi    |
| 283058                | 2008 ON23              | 30 de juliol de 2008   | Mount Lemmon         | Mt. Lemmon Survey      |
| 283059                | 2008 PM22              | 7 d'agost de 2008      | Kitt Peak            | Spacewatch             |
| 283060                | 2008 QF3               | 25 d'agost de 2008     | Pla D'Arguines       | R. Ferrando            |
| 283061                | 2008 QZ5               | 25 d'agost de 2008     | Reedy Creek          | J. Broughton           |
| 283062                | 2008 QB13              | 27 d'agost de 2008     | La Sagra             | La Sagra               |
| 283063                | 2008 QH13              | 27 d'agost de 2008     | La Sagra             | La Sagra               |
| 283064                | 2008 QE29              | 30 d'agost de 2008     | Socorro              | LINEAR                 |
| 283065                | 2008 RQ36              | 2 de setembre de 2008  | Kitt Peak            | Spacewatch             |
| 283066                | 2008 RC41              | 2 de setembre de 2008  | Kitt Peak            | Spacewatch             |
| 283067                | 2008 RL45              | 2 de setembre de 2008  | Kitt Peak            | Spacewatch             |
| 283068                | 2008 RB98              | 7 de setembre de 2008  | Mount Lemmon         | Mt. Lemmon Survey      |
| 283069                | 2008 RK112             | 4 de setembre de 2008  | Kitt Peak            | Spacewatch             |
| 283070                | 2008 RE132             | 6 de setembre de 2008  | Catalina             | CSS                    |
| 283071                | 2008 RS145             | 6 de setembre de 2008  | Kitt Peak            | Spacewatch             |
| 283072                | 2008 SZ2               | 19 de setembre de 2008 | Socorro              | LINEAR                 |
| 283073                | 2008 SP81              | 21 de setembre de 2008 | Vicques              | M. Ory                 |
| 283074                | 2008 SK92              | 21 de setembre de 2008 | Kitt Peak            | Spacewatch             |
| 283075                | 2008 SK145             | 20 de setembre de 2008 | Kitt Peak            | Spacewatch             |
| 283076                | 2008 SW155             | 23 de setembre de 2008 | Socorro              | LINEAR                 |
| 283077                | 2008 SW175             | 23 de setembre de 2008 | Catalina             | CSS                    |
| 283078                | 2008 ST176             | 23 de setembre de 2008 | Mount Lemmon         | Mt. Lemmon Survey      |
| 283079                | 2008 SS242             | 29 de setembre de 2008 | Kitt Peak            | Spacewatch             |
| 283080                | 2008 SS244             | 29 de setembre de 2008 | Catalina             | CSS                    |
| 283081                | 2008 SZ269             | 23 de setembre de 2008 | Catalina             | CSS                    |
| 283082                | 2008 ST271             | 30 de setembre de 2008 | Mount Lemmon         | Mt. Lemmon Survey      |
| 283083                | 2008 SA281             | 24 de setembre de 2008 | Mount Lemmon         | Mt. Lemmon Survey      |
| 283084                | 2008 TD9               | 7 d'octubre de 2008    | Calvin-Rehoboth      | L. A. Molnar           |
| 283085                | 2008 TZ18              | 1 d'octubre de 2008    | Mount Lemmon         | Mt. Lemmon Survey      |
| 283086                | 2008 TB21              | 1 d'octubre de 2008    | Mount Lemmon         | Mt. Lemmon Survey      |
| 283087                | 2008 TT89              | 3 d'octubre de 2008    | Kitt Peak            | Spacewatch             |
| 283088                | 2008 TX94              | 5 d'octubre de 2008    | La Sagra             | La Sagra               |
| 283089                | 2008 TN117             | 6 d'octubre de 2008    | Kitt Peak            | Spacewatch             |
| 283090                | 2008 TK166             | 7 d'octubre de 2008    | Mount Lemmon         | Mt. Lemmon Survey      |
| 283091                | 2008 TK171             | 1 d'octubre de 2008    | Kitt Peak            | Spacewatch             |
| 283092                | 2008 UK51              | 20 d'octubre de 2008   | Kitt Peak            | Spacewatch             |
| 283093                | 2008 US80              | 22 d'octubre de 2008   | Kitt Peak            | Spacewatch             |
| 283094                | 2008 UX81              | 22 d'octubre de 2008   | Mount Lemmon         | Mt. Lemmon Survey      |
| 283095                | 2008 UK100             | 27 d'octubre de 2008   | Bisei SG Center      | BATTeRS                |
| 283096                | 2008 UB128             | 22 d'octubre de 2008   | Kitt Peak            | Spacewatch             |
| 283097                | 2008 UZ130             | 23 d'octubre de 2008   | Kitt Peak            | Spacewatch             |
| 283098                | 2008 UR138             | 23 d'octubre de 2008   | Kitt Peak            | Spacewatch             |
| 283099                | 2008 UE145             | 23 d'octubre de 2008   | Kitt Peak            | Spacewatch             |
| 283100                | 2008 UX159             | 23 d'octubre de 2008   | Kitt Peak            | Spacewatch             |

## 283101-283200
| Nom          | Designació provisional | Data de descobriment   | Lloc de descobriment | Descobridor/s            |
| ------------ | ---------------------- | ---------------------- | -------------------- | ------------------------ |
| 283101       | 2008 UV173             | 24 d'octubre de 2008   | Catalina             | CSS                      |
| 283102       | 2008 UY176             | 24 d'octubre de 2008   | Mount Lemmon         | Mt. Lemmon Survey        |
| 283103       | 2008 UB188             | 24 d'octubre de 2008   | Kitt Peak            | Spacewatch               |
| 283104       | 2008 UX188             | 25 d'octubre de 2008   | Kitt Peak            | Spacewatch               |
| 283105       | 2008 UD210             | 23 d'octubre de 2008   | Kitt Peak            | Spacewatch               |
| 283106       | 2008 UJ243             | 26 d'octubre de 2008   | Kitt Peak            | Spacewatch               |
| 283107       | 2008 UX261             | 27 d'octubre de 2008   | Mount Lemmon         | Mt. Lemmon Survey        |
| 283108       | 2008 UR271             | 28 d'octubre de 2008   | Kitt Peak            | Spacewatch               |
| 283109       | 2008 UK280             | 28 d'octubre de 2008   | Catalina             | CSS                      |
| 283110       | 2008 UD290             | 28 d'octubre de 2008   | Kitt Peak            | Spacewatch               |
| 283111       | 2008 UU298             | 29 d'octubre de 2008   | Kitt Peak            | Spacewatch               |
| 283112       | 2008 US304             | 29 d'octubre de 2008   | Mount Lemmon         | Mt. Lemmon Survey        |
| 283113       | 2008 UE336             | 20 d'octubre de 2008   | Kitt Peak            | Spacewatch               |
| 283114       | 2008 UD342             | 28 d'octubre de 2008   | Mount Lemmon         | Mt. Lemmon Survey        |
| 283115       | 2008 UD354             | 23 d'octubre de 2008   | Mount Lemmon         | Mt. Lemmon Survey        |
| 283116       | 2008 UX360             | 30 d'octubre de 2008   | Catalina             | CSS                      |
| 283117       | 2008 VU                | 1 de novembre de 2008  | Tzec Maun            | E. Schwab                |
| 283118       | 2008 VX                | 1 de novembre de 2008  | Needville            | J. Dellinger, C. Sexton  |
| 283119       | 2008 VB18              | 1 de novembre de 2008  | Kitt Peak            | Spacewatch               |
| 283120       | 2008 VX20              | 1 de novembre de 2008  | Mount Lemmon         | Mt. Lemmon Survey        |
| 283121       | 2008 VA50              | 4 de novembre de 2008  | Kitt Peak            | Spacewatch               |
| 283122       | 2008 VQ53              | 6 de novembre de 2008  | Catalina             | CSS                      |
| 283123       | 2008 VD57              | 6 de novembre de 2008  | Mount Lemmon         | Mt. Lemmon Survey        |
| 283124       | 2008 VS59              | 7 de novembre de 2008  | Catalina             | CSS                      |
| 283125       | 2008 WF37              | 17 de novembre de 2008 | Kitt Peak            | Spacewatch               |
| 283126       | 2008 WK38              | 17 de novembre de 2008 | Kitt Peak            | Spacewatch               |
| 283127       | 2008 WE43              | 17 de novembre de 2008 | Kitt Peak            | Spacewatch               |
| 283128       | 2008 WO67              | 18 de novembre de 2008 | Kitt Peak            | Spacewatch               |
| 283129       | 2008 WR76              | 20 de novembre de 2008 | Kitt Peak            | Spacewatch               |
| 283130       | 2008 WC85              | 20 de novembre de 2008 | Mount Lemmon         | Mt. Lemmon Survey        |
| 283131       | 2008 WM90              | 22 de novembre de 2008 | Mount Lemmon         | Mt. Lemmon Survey        |
| 283132       | 2008 WS96              | 25 de novembre de 2008 | Calvin-Rehoboth      | L. A. Molnar             |
| 283133       | 2008 XH39              | 2 de desembre de 2008  | Kitt Peak            | Spacewatch               |
| 283134       | 2008 XO48              | 4 de desembre de 2008  | Mount Lemmon         | Mt. Lemmon Survey        |
| 283135       | 2008 XL50              | 4 de desembre de 2008  | Mount Lemmon         | Mt. Lemmon Survey        |
| 283136       | 2008 XV52              | 3 de desembre de 2008  | Catalina             | CSS                      |
| 283137       | 2008 XM55              | 1 de desembre de 2008  | Kitt Peak            | Spacewatch               |
| 283138       | 2008 YJ4               | 22 de desembre de 2008 | Dauban               | F. Kugel                 |
| 283139       | 2008 YQ11              | 21 de desembre de 2008 | Kitt Peak            | Spacewatch               |
| 283140       | 2008 YX24              | 28 de desembre de 2008 | Mayhill              | A. Lowe                  |
| 283141       | 2008 YW26              | 28 de desembre de 2008 | Wildberg             | R. Apitzsch              |
| 283142 Weena | 2008 YV29              | 29 de desembre de 2008 | Taunus               | E. Schwab, R. Kling      |
| 283143       | 2008 YO34              | 31 de desembre de 2008 | Bergisch Gladbac     | W. Bickel                |
| 283144       | 2008 YJ50              | 29 de desembre de 2008 | Mount Lemmon         | Mt. Lemmon Survey        |
| 283145       | 2008 YX73              | 30 de desembre de 2008 | Kitt Peak            | Spacewatch               |
| 283146       | 2008 YW121             | 30 de desembre de 2008 | Kitt Peak            | Spacewatch               |
| 283147       | 2008 YS124             | 30 de desembre de 2008 | Kitt Peak            | Spacewatch               |
| 283148       | 2008 YF134             | 30 de desembre de 2008 | Kitt Peak            | Spacewatch               |
| 283149       | 2008 YX139             | 30 de desembre de 2008 | Kitt Peak            | Spacewatch               |
| 283150       | 2008 YT149             | 21 de desembre de 2008 | Kitt Peak            | Spacewatch               |
| 283151       | 2009 AD8               | 1 de gener de 2009     | Purple Mountain      | PMO NEO Survey Program   |
| 283152       | 2009 AH31              | 15 de gener de 2009    | Kitt Peak            | Spacewatch               |
| 283153       | 2009 AZ43              | 3 de gener de 2009     | Mount Lemmon         | Mt. Lemmon Survey        |
| 283154       | 2009 AD47              | 1 de gener de 2009     | Kitt Peak            | Spacewatch               |
| 283155       | 2009 BC14              | 26 de gener de 2009    | Socorro              | LINEAR                   |
| 283156       | 2009 BR55              | 17 de gener de 2009    | Kitt Peak            | Spacewatch               |
| 283157       | 2009 BL60              | 17 de gener de 2009    | La Sagra             | La Sagra                 |
| 283158       | 2009 BZ65              | 20 de gener de 2009    | Kitt Peak            | Spacewatch               |
| 283159       | 2009 BW99              | 28 de gener de 2009    | Catalina             | CSS                      |
| 283160       | 2009 BC151             | 29 de gener de 2009    | Catalina             | CSS                      |
| 283161       | 2009 BX162             | 31 de gener de 2009    | Kitt Peak            | Spacewatch               |
| 283162       | 2009 BV172             | 18 de gener de 2009    | Kitt Peak            | Spacewatch               |
| 283163       | 2009 BL190             | 20 de gener de 2009    | Mount Lemmon         | Mt. Lemmon Survey        |
| 283164       | 2009 CR24              | 1 de febrer de 2009    | Kitt Peak            | Spacewatch               |
| 283165       | 2009 CP64              | 3 de febrer de 2009    | Kitt Peak            | Spacewatch               |
| 283166       | 2009 DZ15              | 16 de febrer de 2009   | La Sagra             | La Sagra                 |
| 283167       | 2009 DN26              | 22 de febrer de 2009   | Calar Alto           | F. Hormuth               |
| 283168       | 2009 DT117             | 27 de febrer de 2009   | Kitt Peak            | Spacewatch               |
| 283169       | 2009 DC140             | 19 de febrer de 2009   | Socorro              | LINEAR                   |
| 283170       | 2009 ER4               | 15 de març de 2009     | La Sagra             | La Sagra                 |
| 283171       | 2009 FR5               | 16 de març de 2009     | Kitt Peak            | Spacewatch               |
| 283172       | 2009 FV26              | 18 de març de 2009     | Kitt Peak            | Spacewatch               |
| 283173       | 2009 HZ62              | 22 d'abril de 2009     | Kitt Peak            | Spacewatch               |
| 283174       | 2009 HD81              | 29 d'abril de 2009     | Kitt Peak            | Spacewatch               |
| 283175       | 2009 JU10              | 14 de maig de 2009     | Kitt Peak            | Spacewatch               |
| 283176       | 2009 QF59              | 29 d'agost de 2009     | La Sagra             | La Sagra                 |
| 283177       | 2009 RR52              | 15 de març de 2007     | Kitt Peak            | Spacewatch               |
| 283178       | 2009 SF1               | 17 de setembre de 2009 | Mount Lemmon         | Mt. Lemmon Survey        |
| 283179       | 2009 SS35              | 16 de setembre de 2009 | Kitt Peak            | Spacewatch               |
| 283180       | 2009 SC160             | 20 de setembre de 2009 | Kitt Peak            | Spacewatch               |
| 283181       | 2009 US                | 17 d'octubre de 2009   | Socorro              | LINEAR                   |
| 283182       | 2009 UJ28              | 22 d'octubre de 2009   | Catalina             | CSS                      |
| 283183       | 2009 UG106             | 21 d'octubre de 2009   | Mount Lemmon         | Mt. Lemmon Survey        |
| 283184       | 2009 WA33              | 10 d'octubre de 2002   | Apache Point         | Sloan Digital Sky Survey |
| 283185       | 2010 AR30              | 5 de gener de 2010     | Kitt Peak            | Spacewatch               |
| 283186       | 2010 BG3               | 19 de gener de 2010    | Dauban               | F. Kugel                 |
| 283187       | 2010 BB13              | 16 de gener de 2010    | WISE                 | WISE                     |
| 283188       | 2010 BV15              | 16 de gener de 2010    | WISE                 | WISE                     |
| 283189       | 2010 CG4               | 6 de febrer de 2010    | Mount Lemmon         | Mt. Lemmon Survey        |
| 283190       | 2010 CO5               | 9 de febrer de 2010    | Mount Lemmon         | Mt. Lemmon Survey        |
| 283191       | 2010 CQ39              | 13 de febrer de 2010   | Mount Lemmon         | Mt. Lemmon Survey        |
| 283192       | 2010 CE44              | 13 de febrer de 2010   | Calvin-Rehoboth      | Calvin College           |
| 283193       | 2010 CM88              | 14 de febrer de 2010   | Mount Lemmon         | Mt. Lemmon Survey        |
| 283194       | 2010 CS91              | 14 de febrer de 2010   | Mount Lemmon         | Mt. Lemmon Survey        |
| 283195       | 2010 CS120             | 15 de febrer de 2010   | Catalina             | CSS                      |
| 283196       | 2010 CC150             | 14 de febrer de 2010   | Catalina             | CSS                      |
| 283197       | 2010 CT170             | 13 de febrer de 2010   | Kitt Peak            | Spacewatch               |
| 283198       | 2010 CK184             | 10 de febrer de 2010   | Kitt Peak            | Spacewatch               |
| 283199       | 2010 DP13              | 16 de febrer de 2010   | WISE                 | WISE                     |
| 283200       | 2010 DH37              | 16 de febrer de 2010   | Kitt Peak            | Spacewatch               |

## 283201-283300
| Nom          | Designació provisional | Data de descobriment   | Lloc de descobriment | Descobridor/s            |
| ------------ | ---------------------- | ---------------------- | -------------------- | ------------------------ |
| 283201       | 2010 DG55              | 21 de febrer de 2010   | WISE                 | WISE                     |
| 283202       | 2010 EA43              | 13 de març de 2010     | Vail-Jarnac          | Jarnac                   |
| 283203       | 2010 FV13              | 17 de març de 2010     | Kitt Peak            | Spacewatch               |
| 283204       | 2010 FE20              | 25 d'abril de 2003     | Kitt Peak            | Spacewatch               |
| 283205       | 2010 FV48              | 19 de setembre de 2007 | Kitt Peak            | Spacewatch               |
| 283206       | 2010 GK139             | 7 d'abril de 2010      | Kitt Peak            | Spacewatch               |
| 283207       | 2010 HH79              | 17 d'abril de 2010     | Bergisch Gladbac     | W. Bickel                |
| 283208       | 2010 HG105             | 19 de novembre de 2003 | Kitt Peak            | Spacewatch               |
| 283209       | 2010 LE92              | 12 de juny de 2010     | WISE                 | WISE                     |
| 283210       | 2010 MG46              | 27 de febrer de 2000   | Catalina             | CSS                      |
| 283211       | 2010 MH69              | 19 d'octubre de 2006   | Catalina             | CSS                      |
| 283212       | 2010 NM24              | 5 de novembre de 2007  | Kitt Peak            | Spacewatch               |
| 283213       | 2010 NY55              | 10 de juliol de 2010   | WISE                 | WISE                     |
| 283214       | 2010 OL23              | 2 de març de 2009      | Mount Lemmon         | Mt. Lemmon Survey        |
| 283215       | 2010 OQ46              | 22 de juliol de 2010   | WISE                 | WISE                     |
| 283216       | 2010 OO63              | 4 d'octubre de 1999    | Catalina             | CSS                      |
| 283217       | 2010 OV70              | 25 de juliol de 2010   | WISE                 | WISE                     |
| 283218       | 2010 OQ95              | 28 de juliol de 2010   | WISE                 | WISE                     |
| 283219       | 2010 OW123             | 10 d'octubre de 1999   | Kitt Peak            | Spacewatch               |
| 283220       | 2010 PG10              | 5 d'agost de 2010      | Socorro              | LINEAR                   |
| 283221       | 2010 PR26              | 3 d'agost de 2010      | La Sagra             | La Sagra                 |
| 283222       | 2010 PM41              | 19 d'octubre de 1999   | Socorro              | LINEAR                   |
| 283223       | 2010 PS79              | 13 d'agost de 2010     | Kitt Peak            | Spacewatch               |
| 283224       | 2010 QO1               | 18 de desembre de 2007 | Mount Lemmon         | Mt. Lemmon Survey        |
| 283225       | 2010 QX2               | 19 d'agost de 2010     | Purple Mountain      | PMO NEO Survey Program   |
| 283226       | 2010 RA51              | 29 d'agost de 2005     | Kitt Peak            | Spacewatch               |
| 283227       | 2010 RW60              | 17 de setembre de 2003 | Kitt Peak            | Spacewatch               |
| 283228       | 2010 RD65              | 3 de setembre de 2010  | Mount Lemmon         | Mt. Lemmon Survey        |
| 283229       | 2010 RS74              | 31 d'octubre de 2002   | Apache Point         | Sloan Digital Sky Survey |
| 283230       | 2010 RL118             | 11 de setembre de 2010 | Kitt Peak            | Spacewatch               |
| 283231       | 2010 RX169             | 19 de setembre de 2006 | Kitt Peak            | Spacewatch               |
| 283232       | 2010 RY171             | 4 de setembre de 2010  | Kitt Peak            | Spacewatch               |
| 283233       | 2010 SB14              | 26 d'octubre de 2005   | Kitt Peak            | Spacewatch               |
| 283234       | 2010 TG34              | 6 d'abril de 1995      | Kitt Peak            | Spacewatch               |
| 283235       | 2010 TX147             | 5 de març de 2008      | Kitt Peak            | Spacewatch               |
| 283236       | 2010 TT162             | 11 d'octubre de 2010   | Saint-Sulpice        | B. Christophe            |
| 283237       | 2010 UY2               | 17 d'octubre de 2010   | Mount Lemmon         | Mt. Lemmon Survey        |
| 283238       | 2010 UL16              | 5 de setembre de 1999  | Anderson Mesa        | LONEOS                   |
| 283239       | 2010 UC65              | 24 de novembre de 2006 | Kitt Peak            | Spacewatch               |
| 283240       | 2010 VJ45              | 11 de novembre de 2006 | Kitt Peak            | Spacewatch               |
| 283241       | 2010 VA74              | 10 de novembre de 2006 | Kitt Peak            | Spacewatch               |
| 283242       | 2011 AS30              | 15 de setembre de 2006 | Kitt Peak            | Spacewatch               |
| 283243       | 2011 DR3               | 17 de gener de 2005    | Kitt Peak            | Spacewatch               |
| 283244       | 2011 DO8               | 30 de desembre de 2005 | Catalina             | CSS                      |
| 283245       | 2011 DM11              | 5 d'octubre de 2004    | Kitt Peak            | Spacewatch               |
| 283246       | 2011 DK16              | 14 de setembre de 1998 | Kitt Peak            | Spacewatch               |
| 283247       | 2011 EU17              | 1 de desembre de 2005  | Catalina             | CSS                      |
| 283248       | 2011 EY19              | 19 de novembre de 2003 | Kitt Peak            | Spacewatch               |
| 283249       | 2011 ET28              | 28 de gener de 2004    | Kitt Peak            | Spacewatch               |
| 283250       | 2011 EC29              | 24 de febrer de 1995   | Kitt Peak            | Spacewatch               |
| 283251       | 2011 EY29              | 10 de març de 2005     | Anderson Mesa        | LONEOS                   |
| 283252       | 2011 EL53              | 21 de febrer de 2003   | Palomar              | NEAT                     |
| 283253       | 2011 EO78              | 3 de setembre de 2008  | Kitt Peak            | Spacewatch               |
| 283254       | 2011 FH1               | 18 de novembre de 2003 | Kitt Peak            | Spacewatch               |
| 283255       | 2011 FA3               | 2 d'abril de 2006      | Kitt Peak            | Spacewatch               |
| 283256       | 2011 FG4               | 28 de setembre de 2006 | Mount Lemmon         | Mt. Lemmon Survey        |
| 283257       | 2011 FA8               | 4 d'abril de 2005      | Catalina             | CSS                      |
| 283258       | 2011 FH18              | 30 de juliol de 2005   | Palomar              | NEAT                     |
| 283259       | 2011 FD34              | 27 de gener de 2007    | Mount Lemmon         | Mt. Lemmon Survey        |
| 283260       | 2011 FN47              | 25 de setembre de 2005 | Kitt Peak            | Spacewatch               |
| 283261       | 2011 FR142             | 12 de setembre de 2007 | Mount Lemmon         | Mt. Lemmon Survey        |
| 283262       | 2011 FU147             | 2 de febrer de 1981    | Siding Spring        | S. J. Bus                |
| 283263       | 2011 FH151             | 3 de novembre de 2005  | Mount Lemmon         | Mt. Lemmon Survey        |
| 283264       | 2011 FT151             | 7 d'abril de 2006      | Siding Spring        | Siding Spring Survey     |
| 283265       | 2011 FM155             | 6 d'agost de 2007      | Lulin                | LUSS                     |
| 283266       | 2011 GX46              | 15 d'octubre de 2007   | Mount Lemmon         | Mt. Lemmon Survey        |
| 283267       | 2011 GC57              | 24 de setembre de 2005 | Kitt Peak            | Spacewatch               |
| 283268       | 2011 HB4               | 12 de setembre de 2007 | Mount Lemmon         | Mt. Lemmon Survey        |
| 283269       | 2011 HY5               | 2 de gener de 2006     | Mount Lemmon         | Mt. Lemmon Survey        |
| 283270       | 2011 HS12              | 7 de juliol de 2007    | Reedy Creek          | J. Broughton             |
| 283271       | 2011 HS18              | 18 de desembre de 2009 | Mount Lemmon         | Mt. Lemmon Survey        |
| 283272       | 2011 HR19              | 29 de setembre de 2008 | Mount Lemmon         | Mt. Lemmon Survey        |
| 283273       | 2011 HU25              | 26 d'octubre de 2005   | Kitt Peak            | Spacewatch               |
| 283274       | 2011 HR28              | 24 de novembre de 2009 | Kitt Peak            | Spacewatch               |
| 283275       | 2011 HE29              | 13 de juliol de 1993   | La Silla             | E. W. Elst               |
| 283276       | 2011 HF33              | 20 de maig de 2006     | Kitt Peak            | Spacewatch               |
| 283277 Faber | 2011 HX34              | 13 d'agost de 2004     | Cerro Tololo         | L. H. Wasserman          |
| 283278       | 2011 HE36              | 6 de maig de 2002      | Palomar              | NEAT                     |
| 283279       | 2011 HH38              | 16 de maig de 2007     | XuYi                 | PMO NEO Survey Program   |
| 283280       | 2011 HC39              | 9 de maig de 2006      | Mount Lemmon         | Mt. Lemmon Survey        |
| 283281       | 2011 HR54              | 5 de juny de 2002      | Haleakala            | NEAT                     |
| 283282       | 2011 HS55              | 21 de juliol de 2006   | Mount Lemmon         | Mt. Lemmon Survey        |
| 283283       | 2011 HF63              | 8 de març de 2005      | Mount Lemmon         | Mt. Lemmon Survey        |
| 283284       | 2011 HK66              | 2 de març de 2005      | Catalina             | CSS                      |
| 283285       | 2011 HJ67              | 1 d'abril de 2003      | Apache Point         | Sloan Digital Sky Survey |
| 283286       | 2011 HL67              | 4 de març de 2006      | Catalina             | CSS                      |
| 283287       | 2011 HN74              | 14 de juny de 2002     | Socorro              | LINEAR                   |
| 283288       | 2011 HQ74              | 22 d'octubre de 2001   | Palomar              | NEAT                     |
| 283289       | 2011 HK80              | 10 d'octubre de 2007   | Catalina             | CSS                      |
| 283290       | 2011 HJ81              | 28 de maig de 2000     | Socorro              | LINEAR                   |
| 283291       | 2011 JB18              | 30 de juny de 2008     | Kitt Peak            | Spacewatch               |
| 283292       | 2011 JQ27              | 8 de gener de 1994     | Kitt Peak            | Spacewatch               |
| 283293       | 2011 JZ28              | 19 de setembre de 2007 | Kitt Peak            | Spacewatch               |
| 283294       | 2011 JA31              | 5 d'abril de 2000      | Socorro              | LINEAR                   |
| 283295       | 2011 KK1               | 22 d'abril de 2007     | Mount Lemmon         | Mt. Lemmon Survey        |
| 283296       | 2011 KZ1               | 17 d'agost de 2001     | Palomar              | NEAT                     |
| 283297       | 2011 KT7               | 21 de desembre de 2006 | Kitt Peak            | Spacewatch               |
| 283298       | 2011 KB8               | 12 de juliol de 2001   | Palomar              | NEAT                     |
| 283299       | 2011 KN8               | 19 de desembre de 2001 | Palomar              | NEAT                     |
| 283300       | 2011 KT8               | 4 de juliol de 2003    | Kitt Peak            | Spacewatch               |

## 283301-283400
| Nom    | Designació provisional | Data de descobriment   | Lloc de descobriment | Descobridor/s                                          |
| ------ | ---------------------- | ---------------------- | -------------------- | ------------------------------------------------------ |
| 283301 | 2011 KA9               | 3 de març de 2000      | Apache Point         | Sloan Digital Sky Survey                               |
| 283302 | 2011 KB9               | 1 de febrer de 2005    | Kitt Peak            | Spacewatch                                             |
| 283303 | 2011 KH11              | 11 de juny de 2004     | Palomar              | NEAT                                                   |
| 283304 | 2011 KL22              | 17 de febrer de 2007   | Kitt Peak            | Spacewatch                                             |
| 283305 | 2011 KK23              | 12 de març de 2002     | Palomar              | NEAT                                                   |
| 283306 | 2011 KS24              | 12 de febrer de 2000   | Apache Point         | Sloan Digital Sky Survey                               |
| 283307 | 2011 KU24              | 2 d'abril de 2006      | Kitt Peak            | Spacewatch                                             |
| 283308 | 2011 KW24              | 6 de novembre de 2008  | Kitt Peak            | Spacewatch                                             |
| 283309 | 2011 KZ24              | 26 de març de 2004     | Kitt Peak            | Spacewatch                                             |
| 283310 | 2011 KB25              | 30 de novembre de 2003 | Kitt Peak            | Spacewatch                                             |
| 283311 | 2011 KO26              | 15 d'abril de 2007     | Kitt Peak            | Spacewatch                                             |
| 283312 | 2011 KR26              | 3 de novembre de 2005  | Mount Lemmon         | Mt. Lemmon Survey                                      |
| 283313 | 2011 KE27              | 30 de novembre de 2005 | Socorro              | LINEAR                                                 |
| 283314 | 2011 KG29              | 5 de març de 2006      | Kitt Peak            | Spacewatch                                             |
| 283315 | 2011 KE35              | 30 de setembre de 1997 | Kitt Peak            | Spacewatch                                             |
| 283316 | 1029 T-3               | 17 d'octubre de 1977   | Palomar              | C. J. van Houten, I. van Houten-Groeneveld, T. Gehrels |
| 283317 | 2049 T-3               | 16 d'octubre de 1977   | Palomar              | C. J. van Houten, I. van Houten-Groeneveld, T. Gehrels |
| 283318 | 1992 DE1               | 26 de febrer de 1992   | Kitt Peak            | Spacewatch                                             |
| 283319 | 1992 WR4               | 19 de novembre de 1992 | Palomar              | E. F. Helin                                            |
| 283320 | 1994 SB12              | 29 de setembre de 1994 | Kitt Peak            | Spacewatch                                             |
| 283321 | 1995 SR27              | 19 de setembre de 1995 | Kitt Peak            | Spacewatch                                             |
| 283322 | 1995 SX35              | 23 de setembre de 1995 | Kitt Peak            | Spacewatch                                             |
| 283323 | 1996 AZ5               | 12 de gener de 1996    | Kitt Peak            | Spacewatch                                             |
| 283324 | 1996 VE19              | 7 de novembre de 1996  | Kitt Peak            | Spacewatch                                             |
| 283325 | 1997 AA23              | 10 de gener de 1997    | Mauna Kea            | C. Veillet                                             |
| 283326 | 1997 CE2               | 2 de febrer de 1997    | Kitt Peak            | Spacewatch                                             |
| 283327 | 1997 JN5               | 1 de maig de 1997      | Kitt Peak            | Spacewatch                                             |
| 283328 | 1997 KN2               | 29 de maig de 1997     | Kitt Peak            | Spacewatch                                             |
| 283329 | 1997 RG8               | 11 de setembre de 1997 | Dynic                | A. Sugie                                               |
| 283330 | 1998 FL14              | 26 de març de 1998     | Caussols             | ODAS                                                   |
| 283331 | 1998 HJ129             | 19 d'abril de 1998     | Socorro              | LINEAR                                                 |
| 283332 | 1998 MW17              | 22 de juny de 1998     | Kitt Peak            | Spacewatch                                             |
| 283333 | 1998 QW29              | 23 d'agost de 1998     | Xinglong             | Beijing Schmidt CCD Asteroid Program                   |
| 283334 | 1998 VY13              | 10 de novembre de 1998 | Socorro              | LINEAR                                                 |
| 283335 | 1998 XN6               | 8 de desembre de 1998  | Kitt Peak            | Spacewatch                                             |
| 283336 | 1999 CW133             | 7 de febrer de 1999    | Kitt Peak            | Spacewatch                                             |
| 283337 | 1999 CW137             | 9 de febrer de 1999    | Kitt Peak            | Spacewatch                                             |
| 283338 | 1999 RR62              | 7 de setembre de 1999  | Socorro              | LINEAR                                                 |
| 283339 | 1999 RT174             | 9 de setembre de 1999  | Socorro              | LINEAR                                                 |
| 283340 | 1999 TY165             | 10 d'octubre de 1999   | Socorro              | LINEAR                                                 |
| 283341 | 1999 TF209             | 14 d'octubre de 1999   | Socorro              | LINEAR                                                 |
| 283342 | 1999 TV249             | 9 d'octubre de 1999    | Catalina             | CSS                                                    |
| 283343 | 1999 TA263             | 15 d'octubre de 1999   | Kitt Peak            | Spacewatch                                             |
| 283344 | 1999 UE30              | 31 d'octubre de 1999   | Kitt Peak            | Spacewatch                                             |
| 283345 | 1999 VT13              | 2 de novembre de 1999  | Socorro              | LINEAR                                                 |
| 283346 | 1999 VG35              | 3 de novembre de 1999  | Socorro              | LINEAR                                                 |
| 283347 | 1999 VP48              | 3 de novembre de 1999  | Socorro              | LINEAR                                                 |
| 283348 | 1999 VH51              | 3 de novembre de 1999  | Socorro              | LINEAR                                                 |
| 283349 | 1999 VG55              | 4 de novembre de 1999  | Socorro              | LINEAR                                                 |
| 283350 | 1999 VL61              | 4 de novembre de 1999  | Socorro              | LINEAR                                                 |
| 283351 | 1999 VX61              | 4 de novembre de 1999  | Socorro              | LINEAR                                                 |
| 283352 | 1999 VV64              | 4 de novembre de 1999  | Socorro              | LINEAR                                                 |
| 283353 | 1999 VX89              | 5 de novembre de 1999  | Socorro              | LINEAR                                                 |
| 283354 | 1999 XU145             | 7 de desembre de 1999  | Kitt Peak            | Spacewatch                                             |
| 283355 | 1999 XX232             | 12 de desembre de 1999 | Socorro              | LINEAR                                                 |
| 283356 | 2000 AZ29              | 3 de gener de 2000     | Socorro              | LINEAR                                                 |
| 283357 | 2000 AO37              | 3 de gener de 2000     | Socorro              | LINEAR                                                 |
| 283358 | 2000 AS44              | 5 de gener de 2000     | Kitt Peak            | Spacewatch                                             |
| 283359 | 2000 AF86              | 5 de gener de 2000     | Socorro              | LINEAR                                                 |
| 283360 | 2000 AK93              | 4 de gener de 2000     | Socorro              | LINEAR                                                 |
| 283361 | 2000 AU146             | 7 de gener de 2000     | Socorro              | LINEAR                                                 |
| 283362 | 2000 AL185             | 7 de gener de 2000     | Socorro              | LINEAR                                                 |
| 283363 | 2000 AQ196             | 8 de gener de 2000     | Socorro              | LINEAR                                                 |
| 283364 | 2000 BE20              | 26 de gener de 2000    | Kitt Peak            | Spacewatch                                             |
| 283365 | 2000 BO20              | 26 de gener de 2000    | Kitt Peak            | Spacewatch                                             |
| 283366 | 2000 CW114             | 1 de febrer de 2000    | Kitt Peak            | Spacewatch                                             |
| 283367 | 2000 DO63              | 29 de febrer de 2000   | Socorro              | LINEAR                                                 |
| 283368 | 2000 DW104             | 29 de febrer de 2000   | Socorro              | LINEAR                                                 |
| 283369 | 2000 EX13              | 3 de març de 2000      | Socorro              | LINEAR                                                 |
| 283370 | 2000 EF45              | 9 de març de 2000      | Socorro              | LINEAR                                                 |
| 283371 | 2000 ES99              | 12 de març de 2000     | Kitt Peak            | Spacewatch                                             |
| 283372 | 2000 FE7               | 29 de març de 2000     | Kitt Peak            | Spacewatch                                             |
| 283373 | 2000 GL119             | 3 d'abril de 2000      | Kitt Peak            | Spacewatch                                             |
| 283374 | 2000 HA46              | 29 d'abril de 2000     | Socorro              | LINEAR                                                 |
| 283375 | 2000 HZ94              | 29 d'abril de 2000     | Anderson Mesa        | LONEOS                                                 |
| 283376 | 2000 KJ39              | 24 de maig de 2000     | Kitt Peak            | Spacewatch                                             |
| 283377 | 2000 PO9               | 8 d'agost de 2000      | Socorro              | LINEAR                                                 |
| 283378 | 2000 QV1               | 23 d'agost de 2000     | Socorro              | LINEAR                                                 |
| 283379 | 2000 QY2               | 24 d'agost de 2000     | Socorro              | LINEAR                                                 |
| 283380 | 2000 QY6               | 24 d'agost de 2000     | Socorro              | LINEAR                                                 |
| 283381 | 2000 QH7               | 25 d'agost de 2000     | Socorro              | LINEAR                                                 |
| 283382 | 2000 QY23              | 25 d'agost de 2000     | Socorro              | LINEAR                                                 |
| 283383 | 2000 QH43              | 24 d'agost de 2000     | Socorro              | LINEAR                                                 |
| 283384 | 2000 QR47              | 24 d'agost de 2000     | Socorro              | LINEAR                                                 |
| 283385 | 2000 QW71              | 24 d'agost de 2000     | Socorro              | LINEAR                                                 |
| 283386 | 2000 QN81              | 24 d'agost de 2000     | Socorro              | LINEAR                                                 |
| 283387 | 2000 QC167             | 31 d'agost de 2000     | Socorro              | LINEAR                                                 |
| 283388 | 2000 QO201             | 29 d'agost de 2000     | Socorro              | LINEAR                                                 |
| 283389 | 2000 QV202             | 29 d'agost de 2000     | Socorro              | LINEAR                                                 |
| 283390 | 2000 QF205             | 31 d'agost de 2000     | Socorro              | LINEAR                                                 |
| 283391 | 2000 RD25              | 1 de setembre de 2000  | Socorro              | LINEAR                                                 |
| 283392 | 2000 RR36              | 1 de setembre de 2000  | Socorro              | LINEAR                                                 |
| 283393 | 2000 RO49              | 5 de setembre de 2000  | Socorro              | LINEAR                                                 |
| 283394 | 2000 RR82              | 1 de setembre de 2000  | Socorro              | LINEAR                                                 |
| 283395 | 2000 RK96              | 4 de setembre de 2000  | Kitt Peak            | Spacewatch                                             |
| 283396 | 2000 RC98              | 5 de setembre de 2000  | Anderson Mesa        | LONEOS                                                 |
| 283397 | 2000 RV100             | 5 de setembre de 2000  | Anderson Mesa        | LONEOS                                                 |
| 283398 | 2000 RE102             | 5 de setembre de 2000  | Anderson Mesa        | LONEOS                                                 |
| 283399 | 2000 SZ6               | 22 de setembre de 2000 | Socorro              | LINEAR                                                 |
| 283400 | 2000 SR15              | 23 de setembre de 2000 | Socorro              | LINEAR                                                 |

## 283401-283500
| Nom    | Designació provisional | Data de descobriment   | Lloc de descobriment | Descobridor/s |
| ------ | ---------------------- | ---------------------- | -------------------- | ------------- |
| 283401 | 2000 SV15              | 23 de setembre de 2000 | Socorro              | LINEAR        |
| 283402 | 2000 SX16              | 23 de setembre de 2000 | Socorro              | LINEAR        |
| 283403 | 2000 SX18              | 23 de setembre de 2000 | Socorro              | LINEAR        |
| 283404 | 2000 SW25              | 23 de setembre de 2000 | Socorro              | LINEAR        |
| 283405 | 2000 SK26              | 23 de setembre de 2000 | Socorro              | LINEAR        |
| 283406 | 2000 SA33              | 24 de setembre de 2000 | Socorro              | LINEAR        |
| 283407 | 2000 SZ39              | 24 de setembre de 2000 | Socorro              | LINEAR        |
| 283408 | 2000 SA63              | 24 de setembre de 2000 | Socorro              | LINEAR        |
| 283409 | 2000 SS65              | 24 de setembre de 2000 | Socorro              | LINEAR        |
| 283410 | 2000 SC100             | 23 de setembre de 2000 | Socorro              | LINEAR        |
| 283411 | 2000 SJ106             | 24 de setembre de 2000 | Socorro              | LINEAR        |
| 283412 | 2000 SE112             | 24 de setembre de 2000 | Socorro              | LINEAR        |
| 283413 | 2000 SS130             | 22 de setembre de 2000 | Socorro              | LINEAR        |
| 283414 | 2000 SZ139             | 23 de setembre de 2000 | Socorro              | LINEAR        |
| 283415 | 2000 SU148             | 24 de setembre de 2000 | Socorro              | LINEAR        |
| 283416 | 2000 SO153             | 24 de setembre de 2000 | Socorro              | LINEAR        |
| 283417 | 2000 SR180             | 28 de setembre de 2000 | Socorro              | LINEAR        |
| 283418 | 2000 SV197             | 24 de setembre de 2000 | Socorro              | LINEAR        |
| 283419 | 2000 SK201             | 24 de setembre de 2000 | Socorro              | LINEAR        |
| 283420 | 2000 SO228             | 28 de setembre de 2000 | Socorro              | LINEAR        |
| 283421 | 2000 SL249             | 24 de setembre de 2000 | Socorro              | LINEAR        |
| 283422 | 2000 SH276             | 30 de setembre de 2000 | Socorro              | LINEAR        |
| 283423 | 2000 SZ285             | 24 de setembre de 2000 | Socorro              | LINEAR        |
| 283424 | 2000 SN317             | 30 de setembre de 2000 | Socorro              | LINEAR        |
| 283425 | 2000 SX322             | 28 de setembre de 2000 | Socorro              | LINEAR        |
| 283426 | 2000 SL324             | 28 de setembre de 2000 | Kitt Peak            | Spacewatch    |
| 283427 | 2000 SB363             | 21 de setembre de 2000 | Anderson Mesa        | LONEOS        |
| 283428 | 2000 TZ13              | 1 d'octubre de 2000    | Socorro              | LINEAR        |
| 283429 | 2000 TW29              | 4 d'octubre de 2000    | Socorro              | LINEAR        |
| 283430 | 2000 TB33              | 4 d'octubre de 2000    | Socorro              | LINEAR        |
| 283431 | 2000 TZ40              | 1 d'octubre de 2000    | Anderson Mesa        | LONEOS        |
| 283432 | 2000 TH41              | 1 d'octubre de 2000    | Anderson Mesa        | LONEOS        |
| 283433 | 2000 UB11              | 25 d'octubre de 2000   | Socorro              | LINEAR        |
| 283434 | 2000 UR71              | 25 d'octubre de 2000   | Socorro              | LINEAR        |
| 283435 | 2000 UJ75              | 31 d'octubre de 2000   | Socorro              | LINEAR        |
| 283436 | 2000 UY105             | 29 d'octubre de 2000   | Socorro              | LINEAR        |
| 283437 | 2000 US106             | 30 d'octubre de 2000   | Socorro              | LINEAR        |
| 283438 | 2000 VB54              | 3 de novembre de 2000  | Socorro              | LINEAR        |
| 283439 | 2000 WE10              | 23 de novembre de 2000 | Bisei SG Center      | BATTeRS       |
| 283440 | 2000 WE12              | 23 de novembre de 2000 | Kitt Peak            | Spacewatch    |
| 283441 | 2000 WU71              | 19 de novembre de 2000 | Socorro              | LINEAR        |
| 283442 | 2000 WO84              | 20 de novembre de 2000 | Socorro              | LINEAR        |
| 283443 | 2000 WO105             | 28 de novembre de 2000 | Kitt Peak            | Spacewatch    |
| 283444 | 2000 WS111             | 20 de novembre de 2000 | Socorro              | LINEAR        |
| 283445 | 2000 WP138             | 21 de novembre de 2000 | Socorro              | LINEAR        |
| 283446 | 2000 WD168             | 25 de novembre de 2000 | Socorro              | LINEAR        |
| 283447 | 2000 WA190             | 18 de novembre de 2000 | Anderson Mesa        | LONEOS        |
| 283448 | 2000 YK11              | 19 de desembre de 2000 | Haleakala            | NEAT          |
| 283449 | 2000 YC65              | 30 de desembre de 2000 | Kitt Peak            | Spacewatch    |
| 283450 | 2001 AW1               | 2 de gener de 2001     | Anderson Mesa        | LONEOS        |
| 283451 | 2001 DL47              | 16 de febrer de 2001   | Kitt Peak            | Spacewatch    |
| 283452 | 2001 FJ4               | 19 de març de 2001     | Kitt Peak            | Spacewatch    |
| 283453 | 2001 FV104             | 18 de març de 2001     | Anderson Mesa        | LONEOS        |
| 283454 | 2001 FX196             | 28 de març de 2001     | Kitt Peak            | Spacewatch    |
| 283455 | 2001 FV221             | 22 de març de 2001     | Kitt Peak            | SKADS         |
| 283456 | 2001 HB46              | 17 d'abril de 2001     | Anderson Mesa        | LONEOS        |
| 283457 | 2001 MQ3               | 19 de juny de 2001     | Palomar              | NEAT          |
| 283458 | 2001 NZ4               | 13 de juliol de 2001   | Palomar              | NEAT          |
| 283459 | 2001 OA78              | 26 de juliol de 2001   | Palomar              | NEAT          |
| 283460 | 2001 PD1               | 4 d'agost de 2001      | Haleakala            | NEAT          |
| 283461 | 2001 PX28              | 14 d'agost de 2001     | San Marcello         | San Marcello  |
| 283462 | 2001 PT61              | 13 d'agost de 2001     | Haleakala            | NEAT          |
| 283463 | 2001 QZ37              | 16 d'agost de 2001     | Socorro              | LINEAR        |
| 283464 | 2001 QN72              | 21 d'agost de 2001     | Kitt Peak            | Spacewatch    |
| 283465 | 2001 QD111             | 23 d'agost de 2001     | Socorro              | LINEAR        |
| 283466 | 2001 QZ116             | 17 d'agost de 2001     | Socorro              | LINEAR        |
| 283467 | 2001 QA124             | 19 d'agost de 2001     | Socorro              | LINEAR        |
| 283468 | 2001 QJ145             | 24 d'agost de 2001     | Kitt Peak            | Spacewatch    |
| 283469 | 2001 QK151             | 23 d'agost de 2001     | Socorro              | LINEAR        |
| 283470 | 2001 QM153             | 26 d'agost de 2001     | Socorro              | LINEAR        |
| 283471 | 2001 QW172             | 25 d'agost de 2001     | Socorro              | LINEAR        |
| 283472 | 2001 QT205             | 23 d'agost de 2001     | Anderson Mesa        | LONEOS        |
| 283473 | 2001 QA233             | 24 d'agost de 2001     | Socorro              | LINEAR        |
| 283474 | 2001 QJ259             | 25 d'agost de 2001     | Socorro              | LINEAR        |
| 283475 | 2001 QY289             | 16 d'agost de 2001     | Socorro              | LINEAR        |
| 283476 | 2001 QY293             | 24 d'agost de 2001     | Anderson Mesa        | LONEOS        |
| 283477 | 2001 QY305             | 19 d'agost de 2001     | Cerro Tololo         | M. W. Buie    |
| 283478 | 2001 QR327             | 17 d'agost de 2001     | Palomar              | NEAT          |
| 283479 | 2001 RO40              | 11 de setembre de 2001 | Socorro              | LINEAR        |
| 283480 | 2001 RT64              | 10 de setembre de 2001 | Socorro              | LINEAR        |
| 283481 | 2001 RT96              | 12 de setembre de 2001 | Kitt Peak            | Spacewatch    |
| 283482 | 2001 RU113             | 12 de setembre de 2001 | Socorro              | LINEAR        |
| 283483 | 2001 RC130             | 12 de setembre de 2001 | Socorro              | LINEAR        |
| 283484 | 2001 SR7               | 18 de setembre de 2001 | Kitt Peak            | Spacewatch    |
| 283485 | 2001 SQ18              | 16 de setembre de 2001 | Socorro              | LINEAR        |
| 283486 | 2001 SW24              | 16 de setembre de 2001 | Socorro              | LINEAR        |
| 283487 | 2001 SZ40              | 16 de setembre de 2001 | Socorro              | LINEAR        |
| 283488 | 2001 SU102             | 20 de setembre de 2001 | Socorro              | LINEAR        |
| 283489 | 2001 SJ103             | 20 de setembre de 2001 | Socorro              | LINEAR        |
| 283490 | 2001 SZ116             | 16 de setembre de 2001 | Socorro              | LINEAR        |
| 283491 | 2001 ST122             | 16 de setembre de 2001 | Socorro              | LINEAR        |
| 283492 | 2001 SH131             | 16 de setembre de 2001 | Socorro              | LINEAR        |
| 283493 | 2001 SA132             | 16 de setembre de 2001 | Socorro              | LINEAR        |
| 283494 | 2001 SZ155             | 17 de setembre de 2001 | Socorro              | LINEAR        |
| 283495 | 2001 SZ156             | 17 de setembre de 2001 | Socorro              | LINEAR        |
| 283496 | 2001 ST157             | 17 de setembre de 2001 | Socorro              | LINEAR        |
| 283497 | 2001 SL183             | 19 de setembre de 2001 | Socorro              | LINEAR        |
| 283498 | 2001 SO227             | 19 de setembre de 2001 | Socorro              | LINEAR        |
| 283499 | 2001 SH232             | 19 de setembre de 2001 | Socorro              | LINEAR        |
| 283500 | 2001 SK258             | 20 de setembre de 2001 | Socorro              | LINEAR        |

## 283501-283600
| Nom    | Designació provisional | Data de descobriment   | Lloc de descobriment | Descobridor/s              |
| ------ | ---------------------- | ---------------------- | -------------------- | -------------------------- |
| 283501 | 2001 SW263             | 24 de setembre de 2001 | Socorro              | LINEAR                     |
| 283502 | 2001 SJ290             | 29 de setembre de 2001 | Palomar              | NEAT                       |
| 283503 | 2001 SU299             | 20 de setembre de 2001 | Socorro              | LINEAR                     |
| 283504 | 2001 SF309             | 22 de setembre de 2001 | Socorro              | LINEAR                     |
| 283505 | 2001 SA325             | 16 de setembre de 2001 | Socorro              | LINEAR                     |
| 283506 | 2001 SV334             | 20 de setembre de 2001 | Kitt Peak            | Spacewatch                 |
| 283507 | 2001 SN338             | 20 de setembre de 2001 | Socorro              | LINEAR                     |
| 283508 | 2001 ST340             | 21 de setembre de 2001 | Socorro              | LINEAR                     |
| 283509 | 2001 SV346             | 25 de setembre de 2001 | Palomar              | NEAT                       |
| 283510 | 2001 SD355             | 19 de setembre de 2001 | Palomar              | NEAT                       |
| 283511 | 2001 TZ13              | 12 d'octubre de 2001   | Ondrejov             | P. Kusnirak                |
| 283512 | 2001 TH24              | 14 d'octubre de 2001   | Socorro              | LINEAR                     |
| 283513 | 2001 TN24              | 14 d'octubre de 2001   | Socorro              | LINEAR                     |
| 283514 | 2001 TL26              | 14 d'octubre de 2001   | Socorro              | LINEAR                     |
| 283515 | 2001 TN28              | 14 d'octubre de 2001   | Socorro              | LINEAR                     |
| 283516 | 2001 TA29              | 14 d'octubre de 2001   | Socorro              | LINEAR                     |
| 283517 | 2001 TQ30              | 14 d'octubre de 2001   | Socorro              | LINEAR                     |
| 283518 | 2001 TD31              | 14 d'octubre de 2001   | Socorro              | LINEAR                     |
| 283519 | 2001 TP47              | 14 d'octubre de 2001   | Cima Ekar            | Asiago-DLR Asteroid Survey |
| 283520 | 2001 TU47              | 14 d'octubre de 2001   | Cima Ekar            | Asiago-DLR Asteroid Survey |
| 283521 | 2001 TM83              | 14 d'octubre de 2001   | Socorro              | LINEAR                     |
| 283522 | 2001 TF92              | 14 d'octubre de 2001   | Socorro              | LINEAR                     |
| 283523 | 2001 TX112             | 14 d'octubre de 2001   | Socorro              | LINEAR                     |
| 283524 | 2001 TD118             | 15 d'octubre de 2001   | Socorro              | LINEAR                     |
| 283525 | 2001 TE120             | 15 d'octubre de 2001   | Socorro              | LINEAR                     |
| 283526 | 2001 TH130             | 15 d'octubre de 2001   | Kitt Peak            | Spacewatch                 |
| 283527 | 2001 TG131             | 10 d'octubre de 2001   | Palomar              | NEAT                       |
| 283528 | 2001 TF141             | 10 d'octubre de 2001   | Palomar              | NEAT                       |
| 283529 | 2001 TV173             | 14 d'octubre de 2001   | Socorro              | LINEAR                     |
| 283530 | 2001 TT175             | 14 d'octubre de 2001   | Socorro              | LINEAR                     |
| 283531 | 2001 TJ179             | 14 d'octubre de 2001   | Socorro              | LINEAR                     |
| 283532 | 2001 TW184             | 14 d'octubre de 2001   | Socorro              | LINEAR                     |
| 283533 | 2001 TR194             | 15 d'octubre de 2001   | Socorro              | LINEAR                     |
| 283534 | 2001 TQ208             | 11 d'octubre de 2001   | Palomar              | NEAT                       |
| 283535 | 2001 TE216             | 13 d'octubre de 2001   | Palomar              | NEAT                       |
| 283536 | 2001 TA218             | 14 d'octubre de 2001   | Socorro              | LINEAR                     |
| 283537 | 2001 TN223             | 14 d'octubre de 2001   | Socorro              | LINEAR                     |
| 283538 | 2001 TB234             | 15 d'octubre de 2001   | Kitt Peak            | Spacewatch                 |
| 283539 | 2001 TK240             | 13 d'octubre de 2001   | Anderson Mesa        | LONEOS                     |
| 283540 | 2001 UA19              | 16 d'octubre de 2001   | Palomar              | NEAT                       |
| 283541 | 2001 UA41              | 17 d'octubre de 2001   | Socorro              | LINEAR                     |
| 283542 | 2001 UN53              | 17 d'octubre de 2001   | Socorro              | LINEAR                     |
| 283543 | 2001 UG59              | 17 d'octubre de 2001   | Socorro              | LINEAR                     |
| 283544 | 2001 UK89              | 22 d'octubre de 2001   | Palomar              | NEAT                       |
| 283545 | 2001 UL97              | 17 d'octubre de 2001   | Socorro              | LINEAR                     |
| 283546 | 2001 UK123             | 22 d'octubre de 2001   | Socorro              | LINEAR                     |
| 283547 | 2001 UQ124             | 22 d'octubre de 2001   | Palomar              | NEAT                       |
| 283548 | 2001 UW131             | 20 d'octubre de 2001   | Socorro              | LINEAR                     |
| 283549 | 2001 UJ134             | 21 d'octubre de 2001   | Socorro              | LINEAR                     |
| 283550 | 2001 UM140             | 23 d'octubre de 2001   | Socorro              | LINEAR                     |
| 283551 | 2001 UY172             | 18 d'octubre de 2001   | Palomar              | NEAT                       |
| 283552 | 2001 UY220             | 21 d'octubre de 2001   | Socorro              | LINEAR                     |
| 283553 | 2001 UJ225             | 16 d'octubre de 2001   | Palomar              | NEAT                       |
| 283554 | 2001 UR227             | 16 d'octubre de 2001   | Palomar              | NEAT                       |
| 283555 | 2001 UV230             | 23 d'octubre de 2001   | Palomar              | NEAT                       |
| 283556 | 2001 VT1               | 8 de novembre de 2001  | Socorro              | LINEAR                     |
| 283557 | 2001 VV2               | 9 de novembre de 2001  | Socorro              | LINEAR                     |
| 283558 | 2001 VO32              | 9 de novembre de 2001  | Socorro              | LINEAR                     |
| 283559 | 2001 VW32              | 9 de novembre de 2001  | Socorro              | LINEAR                     |
| 283560 | 2001 VF56              | 10 de novembre de 2001 | Socorro              | LINEAR                     |
| 283561 | 2001 VP57              | 10 de novembre de 2001 | Socorro              | LINEAR                     |
| 283562 | 2001 VK60              | 10 de novembre de 2001 | Socorro              | LINEAR                     |
| 283563 | 2001 VA63              | 10 de novembre de 2001 | Socorro              | LINEAR                     |
| 283564 | 2001 VB74              | 11 de novembre de 2001 | Socorro              | LINEAR                     |
| 283565 | 2001 VR93              | 15 de novembre de 2001 | Socorro              | LINEAR                     |
| 283566 | 2001 VS107             | 21 d'octubre de 2001   | Socorro              | LINEAR                     |
| 283567 | 2001 VH108             | 12 de novembre de 2001 | Socorro              | LINEAR                     |
| 283568 | 2001 VF128             | 11 de novembre de 2001 | Apache Point         | Sloan Digital Sky Survey   |
| 283569 | 2001 VM133             | 11 de novembre de 2001 | Apache Point         | Sloan Digital Sky Survey   |
| 283570 | 2001 WN18              | 17 de novembre de 2001 | Socorro              | LINEAR                     |
| 283571 | 2001 WL26              | 17 de novembre de 2001 | Socorro              | LINEAR                     |
| 283572 | 2001 WF75              | 20 de novembre de 2001 | Socorro              | LINEAR                     |
| 283573 | 2001 WM77              | 20 de novembre de 2001 | Socorro              | LINEAR                     |
| 283574 | 2001 XV20              | 9 de desembre de 2001  | Socorro              | LINEAR                     |
| 283575 | 2001 XB32              | 7 de desembre de 2001  | Kitt Peak            | Spacewatch                 |
| 283576 | 2001 XT38              | 9 de desembre de 2001  | Socorro              | LINEAR                     |
| 283577 | 2001 XO67              | 10 de desembre de 2001 | Socorro              | LINEAR                     |
| 283578 | 2001 XP76              | 11 de desembre de 2001 | Socorro              | LINEAR                     |
| 283579 | 2001 XU80              | 11 de desembre de 2001 | Socorro              | LINEAR                     |
| 283580 | 2001 XC97              | 10 de desembre de 2001 | Socorro              | LINEAR                     |
| 283581 | 2001 XN109             | 11 de desembre de 2001 | Socorro              | LINEAR                     |
| 283582 | 2001 XP134             | 14 de desembre de 2001 | Socorro              | LINEAR                     |
| 283583 | 2001 XK182             | 14 de desembre de 2001 | Socorro              | LINEAR                     |
| 283584 | 2001 XP183             | 14 de desembre de 2001 | Socorro              | LINEAR                     |
| 283585 | 2001 XR200             | 15 de desembre de 2001 | Socorro              | LINEAR                     |
| 283586 | 2001 XJ205             | 11 de desembre de 2001 | Socorro              | LINEAR                     |
| 283587 | 2001 XH228             | 15 de desembre de 2001 | Socorro              | LINEAR                     |
| 283588 | 2001 XN229             | 15 de desembre de 2001 | Socorro              | LINEAR                     |
| 283589 | 2001 XQ233             | 15 de desembre de 2001 | Socorro              | LINEAR                     |
| 283590 | 2001 XD242             | 14 de desembre de 2001 | Socorro              | LINEAR                     |
| 283591 | 2001 XV245             | 15 de desembre de 2001 | Socorro              | LINEAR                     |
| 283592 | 2001 XK262             | 13 de desembre de 2001 | Palomar              | NEAT                       |
| 283593 | 2001 YU4               | 23 de desembre de 2001 | Kingsnake            | J. V. McClusky             |
| 283594 | 2001 YF12              | 17 de desembre de 2001 | Socorro              | LINEAR                     |
| 283595 | 2001 YP19              | 17 de desembre de 2001 | Socorro              | LINEAR                     |
| 283596 | 2001 YR33              | 18 de desembre de 2001 | Socorro              | LINEAR                     |
| 283597 | 2001 YE58              | 18 de desembre de 2001 | Socorro              | LINEAR                     |
| 283598 | 2001 YZ68              | 18 de desembre de 2001 | Socorro              | LINEAR                     |
| 283599 | 2001 YU103             | 17 de desembre de 2001 | Socorro              | LINEAR                     |
| 283600 | 2001 YJ110             | 22 de desembre de 2001 | Socorro              | LINEAR                     |

## 283601-283700
| Nom    | Designació provisional | Data de descobriment   | Lloc de descobriment | Descobridor/s              |
| ------ | ---------------------- | ---------------------- | -------------------- | -------------------------- |
| 283601 | 2001 YW114             | 20 de desembre de 2001 | Haleakala            | NEAT                       |
| 283602 | 2001 YL118             | 18 de desembre de 2001 | Socorro              | LINEAR                     |
| 283603 | 2001 YH153             | 19 de desembre de 2001 | Anderson Mesa        | LONEOS                     |
| 283604 | 2002 AV49              | 9 de gener de 2002     | Socorro              | LINEAR                     |
| 283605 | 2002 AH96              | 8 de gener de 2002     | Socorro              | LINEAR                     |
| 283606 | 2002 AX96              | 8 de gener de 2002     | Socorro              | LINEAR                     |
| 283607 | 2002 AB99              | 8 de gener de 2002     | Socorro              | LINEAR                     |
| 283608 | 2002 AK131             | 14 de gener de 2002    | Socorro              | LINEAR                     |
| 283609 | 2002 AT173             | 14 de gener de 2002    | Socorro              | LINEAR                     |
| 283610 | 2002 CO8               | 5 de febrer de 2002    | Palomar              | NEAT                       |
| 283611 | 2002 CD23              | 5 de febrer de 2002    | Haleakala            | NEAT                       |
| 283612 | 2002 CV43              | 8 de febrer de 2002    | Socorro              | LINEAR                     |
| 283613 | 2002 CG48              | 3 de febrer de 2002    | Haleakala            | NEAT                       |
| 283614 | 2002 CQ50              | 12 de febrer de 2002   | Desert Eagle         | W. K. Y. Yeung             |
| 283615 | 2002 CG66              | 7 de febrer de 2002    | Socorro              | LINEAR                     |
| 283616 | 2002 CL87              | 7 de febrer de 2002    | Socorro              | LINEAR                     |
| 283617 | 2002 CH110             | 7 de febrer de 2002    | Socorro              | LINEAR                     |
| 283618 | 2002 CB138             | 8 de febrer de 2002    | Socorro              | LINEAR                     |
| 283619 | 2002 CE144             | 9 de febrer de 2002    | Socorro              | LINEAR                     |
| 283620 | 2002 CO153             | 8 de febrer de 2002    | Kitt Peak            | Spacewatch                 |
| 283621 | 2002 CO172             | 8 de febrer de 2002    | Socorro              | LINEAR                     |
| 283622 | 2002 CQ175             | 10 de febrer de 2002   | Socorro              | LINEAR                     |
| 283623 | 2002 CU175             | 10 de febrer de 2002   | Socorro              | LINEAR                     |
| 283624 | 2002 CZ194             | 10 de febrer de 2002   | Socorro              | LINEAR                     |
| 283625 | 2002 CU208             | 10 de febrer de 2002   | Socorro              | LINEAR                     |
| 283626 | 2002 CK210             | 10 de febrer de 2002   | Socorro              | LINEAR                     |
| 283627 | 2002 CK230             | 12 de febrer de 2002   | Kitt Peak            | Spacewatch                 |
| 283628 | 2002 CN273             | 8 de febrer de 2002    | Kitt Peak            | M. W. Buie                 |
| 283629 | 2002 CK274             | 8 de febrer de 2002    | Kitt Peak            | Spacewatch                 |
| 283630 | 2002 CV309             | 6 de febrer de 2002    | Palomar              | NEAT                       |
| 283631 | 2002 DO10              | 20 de febrer de 2002   | Socorro              | LINEAR                     |
| 283632 | 2002 DL17              | 20 de febrer de 2002   | Anderson Mesa        | LONEOS                     |
| 283633 | 2002 EG5               | 10 de març de 2002     | Cima Ekar            | Asiago-DLR Asteroid Survey |
| 283634 | 2002 EM39              | 9 de març de 2002      | Socorro              | LINEAR                     |
| 283635 | 2002 EE50              | 12 de març de 2002     | Palomar              | NEAT                       |
| 283636 | 2002 EZ112             | 10 de març de 2002     | Kitt Peak            | Spacewatch                 |
| 283637 | 2002 EX160             | 9 de març de 2002      | Anderson Mesa        | LONEOS                     |
| 283638 | 2002 FL22              | 19 de març de 2002     | Socorro              | LINEAR                     |
| 283639 | 2002 FT22              | 19 de març de 2002     | Palomar              | NEAT                       |
| 283640 | 2002 GC16              | 15 d'abril de 2002     | Socorro              | LINEAR                     |
| 283641 | 2002 GX55              | 5 d'abril de 2002      | Palomar              | NEAT                       |
| 283642 | 2002 GJ56              | 5 d'abril de 2002      | Palomar              | NEAT                       |
| 283643 | 2002 GJ71              | 9 d'abril de 2002      | Anderson Mesa        | LONEOS                     |
| 283644 | 2002 GV133             | 12 d'abril de 2002     | Socorro              | LINEAR                     |
| 283645 | 2002 GJ182             | 5 d'abril de 2002      | Palomar              | NEAT                       |
| 283646 | 2002 HA6               | 18 d'abril de 2002     | Kitt Peak            | Spacewatch                 |
| 283647 | 2002 JW36              | 7 de maig de 2002      | Anderson Mesa        | LONEOS                     |
| 283648 | 2002 JV87              | 11 de maig de 2002     | Socorro              | LINEAR                     |
| 283649 | 2002 JS145             | 14 de maig de 2002     | Palomar              | NEAT                       |
| 283650 | 2002 JJ150             | 15 de setembre de 2007 | Kitt Peak            | Spacewatch                 |
| 283651 | 2002 KR13              | 19 de maig de 2002     | Palomar              | NEAT                       |
| 283652 | 2002 KU15              | 18 de maig de 2002     | Palomar              | NEAT                       |
| 283653 | 2002 LH13              | 6 de juny de 2002      | Socorro              | LINEAR                     |
| 283654 | 2002 LJ47              | 10 de juny de 2002     | Socorro              | LINEAR                     |
| 283655 | 2002 LB62              | 11 de juny de 2002     | Palomar              | NEAT                       |
| 283656 | 2002 MZ1               | 16 de juny de 2002     | Palomar              | NEAT                       |
| 283657 | 2002 NT57              | 12 de juliol de 2002   | Palomar              | NEAT                       |
| 283658 | 2002 OE15              | 18 de juliol de 2002   | Socorro              | LINEAR                     |
| 283659 | 2002 OE31              | 18 de juliol de 2002   | Palomar              | NEAT                       |
| 283660 | 2002 PV7               | 3 d'agost de 2002      | Palomar              | NEAT                       |
| 283661 | 2002 PM13              | 6 d'agost de 2002      | Palomar              | NEAT                       |
| 283662 | 2002 PD33              | 6 d'agost de 2002      | Palomar              | NEAT                       |
| 283663 | 2002 PK90              | 11 d'agost de 2002     | Socorro              | LINEAR                     |
| 283664 | 2002 PW90              | 13 d'agost de 2002     | Socorro              | LINEAR                     |
| 283665 | 2002 PV98              | 14 d'agost de 2002     | Socorro              | LINEAR                     |
| 283666 | 2002 PK106             | 12 d'agost de 2002     | Socorro              | LINEAR                     |
| 283667 | 2002 PH113             | 13 d'agost de 2002     | Kitt Peak            | Spacewatch                 |
| 283668 | 2002 PD115             | 15 d'agost de 2002     | Kitt Peak            | Spacewatch                 |
| 283669 | 2002 PD118             | 13 d'agost de 2002     | Anderson Mesa        | LONEOS                     |
| 283670 | 2002 PN137             | 15 d'agost de 2002     | Anderson Mesa        | LONEOS                     |
| 283671 | 2002 PV163             | 8 d'agost de 2002      | Palomar              | S. F. Hoenig               |
| 283672 | 2002 PG176             | 7 d'agost de 2002      | Palomar              | NEAT                       |
| 283673 | 2002 PO177             | 8 d'agost de 2002      | Palomar              | NEAT                       |
| 283674 | 2002 QA5               | 16 d'agost de 2002     | Palomar              | NEAT                       |
| 283675 | 2002 QS21              | 26 d'agost de 2002     | Palomar              | NEAT                       |
| 283676 | 2002 QT26              | 29 d'agost de 2002     | Palomar              | NEAT                       |
| 283677 | 2002 QG49              | 19 d'agost de 2002     | Palomar              | S. F. Hoenig               |
| 283678 | 2002 QA57              | 29 d'agost de 2002     | Palomar              | S. F. Hoenig               |
| 283679 | 2002 QE64              | 30 d'agost de 2002     | Palomar              | NEAT                       |
| 283680 | 2002 QZ79              | 16 d'agost de 2002     | Palomar              | NEAT                       |
| 283681 | 2002 QB90              | 19 d'agost de 2002     | Palomar              | NEAT                       |
| 283682 | 2002 QX103             | 26 d'agost de 2002     | Palomar              | NEAT                       |
| 283683 | 2002 QV112             | 27 d'agost de 2002     | Palomar              | NEAT                       |
| 283684 | 2002 QL121             | 28 d'agost de 2002     | Palomar              | NEAT                       |
| 283685 | 2002 QD124             | 16 d'agost de 2002     | Palomar              | NEAT                       |
| 283686 | 2002 QD128             | 29 d'agost de 2002     | Palomar              | NEAT                       |
| 283687 | 2002 QG139             | 17 d'agost de 2002     | Palomar              | NEAT                       |
| 283688 | 2002 QM146             | 4 de març de 2005      | Kitt Peak            | Spacewatch                 |
| 283689 | 2002 RZ34              | 4 de setembre de 2002  | Anderson Mesa        | LONEOS                     |
| 283690 | 2002 RS36              | 5 de setembre de 2002  | Anderson Mesa        | LONEOS                     |
| 283691 | 2002 RH80              | 5 de setembre de 2002  | Socorro              | LINEAR                     |
| 283692 | 2002 RJ109             | 6 de setembre de 2002  | Socorro              | LINEAR                     |
| 283693 | 2002 RE112             | 6 de setembre de 2002  | Socorro              | LINEAR                     |
| 283694 | 2002 RC116             | 6 de setembre de 2002  | Socorro              | LINEAR                     |
| 283695 | 2002 RY133             | 10 de setembre de 2002 | Palomar              | NEAT                       |
| 283696 | 2002 RR155             | 11 de setembre de 2002 | Palomar              | NEAT                       |
| 283697 | 2002 RM183             | 11 de setembre de 2002 | Palomar              | NEAT                       |
| 283698 | 2002 RT186             | 12 de setembre de 2002 | Palomar              | NEAT                       |
| 283699 | 2002 RP222             | 15 de setembre de 2002 | Palomar              | NEAT                       |
| 283700 | 2002 RG239             | 8 de setembre de 2002  | Haleakala            | R. Matson                  |

## 283701-283800
| Nom             | Designació provisional | Data de descobriment   | Lloc de descobriment | Descobridor/s            |
| --------------- | ---------------------- | ---------------------- | -------------------- | ------------------------ |
| 283701          | 2002 RP243             | 4 de setembre de 2002  | Palomar              | NEAT                     |
| 283702          | 2002 RV243             | 14 de setembre de 2002 | Palomar              | NEAT                     |
| 283703          | 2002 RH255             | 15 de setembre de 2002 | Palomar              | NEAT                     |
| 283704          | 2002 RT269             | 4 de setembre de 2002  | Palomar              | NEAT                     |
| 283705          | 2002 SX                | 20 de setembre de 2002 | Palomar              | NEAT                     |
| 283706          | 2002 SA5               | 27 de setembre de 2002 | Palomar              | NEAT                     |
| 283707          | 2002 SA10              | 27 de setembre de 2002 | Palomar              | NEAT                     |
| 283708          | 2002 SW55              | 30 de setembre de 2002 | Socorro              | LINEAR                   |
| 283709          | 2002 TJ17              | 2 d'octubre de 2002    | Socorro              | LINEAR                   |
| 283710          | 2002 TK57              | 2 d'octubre de 2002    | Socorro              | LINEAR                   |
| 283711          | 2002 TR98              | 3 d'octubre de 2002    | Socorro              | LINEAR                   |
| 283712          | 2002 TA104             | 4 d'octubre de 2002    | Socorro              | LINEAR                   |
| 283713          | 2002 TS108             | 1 d'octubre de 2002    | Haleakala            | NEAT                     |
| 283714          | 2002 TL143             | 4 d'octubre de 2002    | Socorro              | LINEAR                   |
| 283715          | 2002 TL144             | 5 d'octubre de 2002    | Socorro              | LINEAR                   |
| 283716          | 2002 TU148             | 5 d'octubre de 2002    | Palomar              | NEAT                     |
| 283717          | 2002 TB160             | 5 d'octubre de 2002    | Palomar              | NEAT                     |
| 283718          | 2002 TP162             | 5 d'octubre de 2002    | Palomar              | NEAT                     |
| 283719          | 2002 TX165             | 3 d'octubre de 2002    | Palomar              | NEAT                     |
| 283720          | 2002 TA170             | 3 d'octubre de 2002    | Palomar              | NEAT                     |
| 283721          | 2002 TC172             | 4 d'octubre de 2002    | Palomar              | NEAT                     |
| 283722          | 2002 TR186             | 4 d'octubre de 2002    | Socorro              | LINEAR                   |
| 283723          | 2002 TU189             | 5 d'octubre de 2002    | Socorro              | LINEAR                   |
| 283724          | 2002 TO218             | 5 d'octubre de 2002    | Socorro              | LINEAR                   |
| 283725          | 2002 TA226             | 8 d'octubre de 2002    | Anderson Mesa        | LONEOS                   |
| 283726          | 2002 TR230             | 7 d'octubre de 2002    | Palomar              | NEAT                     |
| 283727          | 2002 TM292             | 10 d'octubre de 2002   | Socorro              | LINEAR                   |
| 283728          | 2002 TY341             | 5 d'octubre de 2002    | Apache Point         | Sloan Digital Sky Survey |
| 283729          | 2002 UX                | 19 d'agost de 2002     | Socorro              | LINEAR                   |
| 283730          | 2002 VU2               | 2 de novembre de 2002  | Haleakala            | NEAT                     |
| 283731          | 2002 VJ13              | 4 de novembre de 2002  | Palomar              | NEAT                     |
| 283732          | 2002 VB68              | 7 de novembre de 2002  | Kitt Peak            | Spacewatch               |
| 283733          | 2002 VZ125             | 14 de novembre de 2002 | Palomar              | NEAT                     |
| 283734          | 2002 VT147             | 19 de febrer de 2004   | Needville            | Needville                |
| 283735          | 2002 WY6               | 24 de novembre de 2002 | Palomar              | NEAT                     |
| 283736          | 2002 WO7               | 24 de novembre de 2002 | Palomar              | NEAT                     |
| 283737          | 2002 WB9               | 24 de novembre de 2002 | Palomar              | NEAT                     |
| 283738          | 2002 XB21              | 2 de desembre de 2002  | Socorro              | LINEAR                   |
| 283739          | 2002 XO34              | 6 de desembre de 2002  | Socorro              | LINEAR                   |
| 283740          | 2002 XF75              | 11 de desembre de 2002 | Socorro              | LINEAR                   |
| 283741          | 2002 XH118             | 14 de desembre de 2002 | Apache Point         | Sloan Digital Sky Survey |
| 283742          | 2003 AG9               | 4 de gener de 2003     | Socorro              | LINEAR                   |
| 283743          | 2003 AP40              | 7 de gener de 2003     | Socorro              | LINEAR                   |
| 283744          | 2003 AR41              | 7 de gener de 2003     | Socorro              | LINEAR                   |
| 283745          | 2003 BL8               | 26 de gener de 2003    | Anderson Mesa        | LONEOS                   |
| 283746          | 2003 BJ16              | 26 de gener de 2003    | Haleakala            | NEAT                     |
| 283747          | 2003 BT53              | 27 de gener de 2003    | Anderson Mesa        | LONEOS                   |
| 283748          | 2003 CN14              | 3 de febrer de 2003    | Palomar              | NEAT                     |
| 283749          | 2003 CJ20              | 9 de febrer de 2003    | Palomar              | NEAT                     |
| 283750          | 2003 CD25              | 1 de febrer de 2003    | Palomar              | NEAT                     |
| 283751          | 2003 DR11              | 25 de febrer de 2003   | Campo Imperatore     | CINEOS                   |
| 283752          | 2003 DN24              | 22 de febrer de 2003   | Palomar              | NEAT                     |
| 283753          | 2003 EW6               | 6 de març de 2003      | Anderson Mesa        | LONEOS                   |
| 283754          | 2003 EP30              | 6 de març de 2003      | Palomar              | NEAT                     |
| 283755          | 2003 EO43              | 8 de març de 2003      | Socorro              | LINEAR                   |
| 283756          | 2003 EB57              | 9 de març de 2003      | Anderson Mesa        | LONEOS                   |
| 283757          | 2003 EU61              | 8 de març de 2003      | Kitt Peak            | Deep Lens Survey         |
| 283758          | 2003 FC22              | 25 de març de 2003     | Kitt Peak            | Spacewatch               |
| 283759          | 2003 FO53              | 25 de març de 2003     | Palomar              | NEAT                     |
| 283760          | 2003 FS61              | 26 de març de 2003     | Palomar              | NEAT                     |
| 283761          | 2003 FO73              | 26 de març de 2003     | Palomar              | NEAT                     |
| 283762          | 2003 FG92              | 29 de març de 2003     | Anderson Mesa        | LONEOS                   |
| 283763          | 2003 FO131             | 27 de març de 2003     | Palomar              | NEAT                     |
| 283764          | 2003 GW8               | 1 d'abril de 2003      | Socorro              | LINEAR                   |
| 283765          | 2003 GP48              | 9 d'abril de 2003      | Palomar              | NEAT                     |
| 283766          | 2003 GR49              | 10 d'abril de 2003     | Kitt Peak            | Spacewatch               |
| 283767          | 2003 GB51              | 8 d'abril de 2003      | Haleakala            | NEAT                     |
| 283768          | 2003 HE19              | 26 d'abril de 2003     | Kitt Peak            | Spacewatch               |
| 283769          | 2003 HH22              | 27 d'abril de 2003     | Anderson Mesa        | LONEOS                   |
| 283770          | 2003 HN44              | 27 d'abril de 2003     | Anderson Mesa        | LONEOS                   |
| 283771          | 2003 JN16              | 9 de maig de 2003      | Socorro              | LINEAR                   |
| 283772          | 2003 JX16              | 9 de maig de 2003      | Socorro              | LINEAR                   |
| 283773          | 2003 NE5               | 5 de juliol de 2003    | Socorro              | LINEAR                   |
| 283774          | 2003 OE1               | 22 de juliol de 2003   | Campo Imperatore     | CINEOS                   |
| 283775          | 2003 OX1               | 22 de juliol de 2003   | Haleakala            | NEAT                     |
| 283776          | 2003 OR9               | 25 de juliol de 2003   | Socorro              | LINEAR                   |
| 283777          | 2003 OB21              | 23 de juliol de 2003   | Socorro              | LINEAR                   |
| 283778          | 2003 PS9               | 1 d'agost de 2003      | Socorro              | LINEAR                   |
| 283779          | 2003 QA10              | 20 d'agost de 2003     | Reedy Creek          | J. Broughton             |
| 283780          | 2003 QJ22              | 20 d'agost de 2003     | Palomar              | NEAT                     |
| 283781          | 2003 QZ28              | 23 d'agost de 2003     | Socorro              | LINEAR                   |
| 283782          | 2003 QN35              | 22 d'agost de 2003     | Socorro              | LINEAR                   |
| 283783          | 2003 QF59              | 23 d'agost de 2003     | Socorro              | LINEAR                   |
| 283784          | 2003 QN70              | 24 d'agost de 2003     | Socorro              | LINEAR                   |
| 283785          | 2003 QE103             | 31 d'agost de 2003     | Kitt Peak            | Spacewatch               |
| 283786 Rutebeuf | 2003 QF104             | 21 d'agost de 2003     | Saint-Sulpice        | Saint-Sulpice            |
| 283787          | 2003 QD105             | 31 d'agost de 2003     | Haleakala            | NEAT                     |
| 283788          | 2003 QF106             | 30 d'agost de 2003     | Haleakala            | NEAT                     |
| 283789          | 2003 QD107             | 31 d'agost de 2003     | Socorro              | LINEAR                   |
| 283790          | 2003 RG1               | 2 de setembre de 2003  | Socorro              | LINEAR                   |
| 283791          | 2003 RJ11              | 13 de setembre de 2003 | Haleakala            | NEAT                     |
| 283792          | 2003 RY19              | 15 de setembre de 2003 | Anderson Mesa        | LONEOS                   |
| 283793          | 2003 SS13              | 16 de setembre de 2003 | Kitt Peak            | Spacewatch               |
| 283794          | 2003 SC23              | 16 de setembre de 2003 | Palomar              | NEAT                     |
| 283795          | 2003 SN32              | 17 de setembre de 2003 | Haleakala            | NEAT                     |
| 283796          | 2003 SD37              | 16 de setembre de 2003 | Palomar              | NEAT                     |
| 283797          | 2003 SU42              | 16 de setembre de 2003 | Anderson Mesa        | LONEOS                   |
| 283798          | 2003 SS59              | 17 de setembre de 2003 | Anderson Mesa        | LONEOS                   |
| 283799          | 2003 SJ77              | 19 de setembre de 2003 | Kitt Peak            | Spacewatch               |
| 283800          | 2003 SJ85              | 16 de setembre de 2003 | Palomar              | NEAT                     |

## 283801-283900
| Nom    | Designació provisional | Data de descobriment   | Lloc de descobriment | Descobridor/s            |
| ------ | ---------------------- | ---------------------- | -------------------- | ------------------------ |
| 283801 | 2003 SA94              | 18 de setembre de 2003 | Kitt Peak            | Spacewatch               |
| 283802 | 2003 SX101             | 20 de setembre de 2003 | Palomar              | NEAT                     |
| 283803 | 2003 SR106             | 20 de setembre de 2003 | Kitt Peak            | Spacewatch               |
| 283804 | 2003 SW116             | 16 de setembre de 2003 | Palomar              | NEAT                     |
| 283805 | 2003 SE130             | 19 de setembre de 2003 | Kitt Peak            | Spacewatch               |
| 283806 | 2003 SM133             | 18 de setembre de 2003 | Palomar              | NEAT                     |
| 283807 | 2003 SM137             | 20 de setembre de 2003 | Palomar              | NEAT                     |
| 283808 | 2003 SN143             | 20 de setembre de 2003 | Palomar              | NEAT                     |
| 283809 | 2003 SE176             | 18 de setembre de 2003 | Palomar              | NEAT                     |
| 283810 | 2003 SU182             | 20 de setembre de 2003 | Crni Vrh             | Crni Vrh                 |
| 283811 | 2003 SA204             | 22 de setembre de 2003 | Anderson Mesa        | LONEOS                   |
| 283812 | 2003 SQ208             | 23 de setembre de 2003 | Palomar              | NEAT                     |
| 283813 | 2003 SD233             | 25 de setembre de 2003 | Palomar              | NEAT                     |
| 283814 | 2003 SS244             | 26 de setembre de 2003 | Socorro              | LINEAR                   |
| 283815 | 2003 SU251             | 26 de setembre de 2003 | Socorro              | LINEAR                   |
| 283816 | 2003 SK266             | 29 de setembre de 2003 | Socorro              | LINEAR                   |
| 283817 | 2003 SP274             | 28 de setembre de 2003 | Kitt Peak            | Spacewatch               |
| 283818 | 2003 SV297             | 18 de setembre de 2003 | Haleakala            | NEAT                     |
| 283819 | 2003 SE303             | 17 de setembre de 2003 | Palomar              | NEAT                     |
| 283820 | 2003 SE309             | 30 de setembre de 2003 | Anderson Mesa        | LONEOS                   |
| 283821 | 2003 SK324             | 17 de setembre de 2003 | Kitt Peak            | Spacewatch               |
| 283822 | 2003 SB340             | 27 de setembre de 2003 | Apache Point         | Sloan Digital Sky Survey |
| 283823 | 2003 SX401             | 26 de setembre de 2003 | Apache Point         | Sloan Digital Sky Survey |
| 283824 | 2003 TB5               | 1 d'octubre de 2003    | Kitt Peak            | Spacewatch               |
| 283825 | 2003 TE9               | 4 d'octubre de 2003    | Kitt Peak            | Spacewatch               |
| 283826 | 2003 TP12              | 14 d'octubre de 2003   | Anderson Mesa        | LONEOS                   |
| 283827 | 2003 TP15              | 15 d'octubre de 2003   | Anderson Mesa        | LONEOS                   |
| 283828 | 2003 TE28              | 1 d'octubre de 2003    | Kitt Peak            | Spacewatch               |
| 283829 | 2003 TT53              | 5 d'octubre de 2003    | Kitt Peak            | Spacewatch               |
| 283830 | 2003 TT58              | 5 d'octubre de 2003    | Kitt Peak            | Spacewatch               |
| 283831 | 2003 UP4               | 16 d'octubre de 2003   | Socorro              | LINEAR                   |
| 283832 | 2003 UC9               | 18 d'octubre de 2003   | Socorro              | LINEAR                   |
| 283833 | 2003 US18              | 19 d'octubre de 2003   | Haleakala            | NEAT                     |
| 283834 | 2003 UY31              | 16 d'octubre de 2003   | Kitt Peak            | Spacewatch               |
| 283835 | 2003 UT34              | 26 d'octubre de 2003   | Catalina             | CSS                      |
| 283836 | 2003 UY58              | 16 d'octubre de 2003   | Palomar              | NEAT                     |
| 283837 | 2003 UP59              | 17 d'octubre de 2003   | Anderson Mesa        | LONEOS                   |
| 283838 | 2003 UM83              | 17 d'octubre de 2003   | Anderson Mesa        | LONEOS                   |
| 283839 | 2003 UJ98              | 19 d'octubre de 2003   | Anderson Mesa        | LONEOS                   |
| 283840 | 2003 UV102             | 20 d'octubre de 2003   | Kitt Peak            | Spacewatch               |
| 283841 | 2003 UW106             | 18 d'octubre de 2003   | Palomar              | NEAT                     |
| 283842 | 2003 UQ108             | 19 d'octubre de 2003   | Kitt Peak            | Spacewatch               |
| 283843 | 2003 UH113             | 20 d'octubre de 2003   | Socorro              | LINEAR                   |
| 283844 | 2003 UH116             | 21 d'octubre de 2003   | Socorro              | LINEAR                   |
| 283845 | 2003 UE126             | 20 d'octubre de 2003   | Socorro              | LINEAR                   |
| 283846 | 2003 UO134             | 20 d'octubre de 2003   | Palomar              | NEAT                     |
| 283847 | 2003 UX136             | 21 d'octubre de 2003   | Socorro              | LINEAR                   |
| 283848 | 2003 UG146             | 18 d'octubre de 2003   | Anderson Mesa        | LONEOS                   |
| 283849 | 2003 UR151             | 21 d'octubre de 2003   | Socorro              | LINEAR                   |
| 283850 | 2003 UL181             | 21 d'octubre de 2003   | Socorro              | LINEAR                   |
| 283851 | 2003 UU212             | 23 d'octubre de 2003   | Haleakala            | NEAT                     |
| 283852 | 2003 UF233             | 24 d'octubre de 2003   | Kitt Peak            | Spacewatch               |
| 283853 | 2003 UQ256             | 25 d'octubre de 2003   | Socorro              | LINEAR                   |
| 283854 | 2003 UX274             | 30 d'octubre de 2003   | Haleakala            | NEAT                     |
| 283855 | 2003 UD277             | 30 d'octubre de 2003   | Haleakala            | NEAT                     |
| 283856 | 2003 UW331             | 18 d'octubre de 2003   | Apache Point         | Sloan Digital Sky Survey |
| 283857 | 2003 UP341             | 19 d'octubre de 2003   | Apache Point         | Sloan Digital Sky Survey |
| 283858 | 2003 VY10              | 15 de novembre de 2003 | Palomar              | NEAT                     |
| 283859 | 2003 WS28              | 18 de novembre de 2003 | Kitt Peak            | Spacewatch               |
| 283860 | 2003 WG38              | 19 de novembre de 2003 | Socorro              | LINEAR                   |
| 283861 | 2003 WB39              | 19 de novembre de 2003 | Kitt Peak            | Spacewatch               |
| 283862 | 2003 WB73              | 20 de novembre de 2003 | Socorro              | LINEAR                   |
| 283863 | 2003 WG76              | 19 de novembre de 2003 | Kitt Peak            | Spacewatch               |
| 283864 | 2003 WY82              | 20 de novembre de 2003 | Socorro              | LINEAR                   |
| 283865 | 2003 WC98              | 19 de novembre de 2003 | Anderson Mesa        | LONEOS                   |
| 283866 | 2003 WY102             | 21 de novembre de 2003 | Socorro              | LINEAR                   |
| 283867 | 2003 WC104             | 21 de novembre de 2003 | Socorro              | LINEAR                   |
| 283868 | 2003 WU150             | 24 de novembre de 2003 | Anderson Mesa        | LONEOS                   |
| 283869 | 2003 WL166             | 20 de novembre de 2003 | Socorro              | LINEAR                   |
| 283870 | 2003 WC168             | 19 de novembre de 2003 | Palomar              | NEAT                     |
| 283871 | 2003 WB189             | 19 de novembre de 2003 | Palomar              | NEAT                     |
| 283872 | 2003 XP5               | 3 de desembre de 2003  | Anderson Mesa        | LONEOS                   |
| 283873 | 2003 XX23              | 1 de desembre de 2003  | Kitt Peak            | Spacewatch               |
| 283874 | 2003 YB                | 16 de desembre de 2003 | Anderson Mesa        | LONEOS                   |
| 283875 | 2003 YS9               | 17 de desembre de 2003 | Palomar              | NEAT                     |
| 283876 | 2003 YP35              | 19 de desembre de 2003 | Socorro              | LINEAR                   |
| 283877 | 2003 YV43              | 19 de desembre de 2003 | Socorro              | LINEAR                   |
| 283878 | 2003 YB58              | 19 de desembre de 2003 | Socorro              | LINEAR                   |
| 283879 | 2003 YZ113             | 24 de desembre de 2003 | Haleakala            | NEAT                     |
| 283880 | 2003 YV154             | 29 de desembre de 2003 | Socorro              | LINEAR                   |
| 283881 | 2003 YW157             | 17 de desembre de 2003 | Kitt Peak            | Spacewatch               |
| 283882 | 2003 YB158             | 17 de desembre de 2003 | Palomar              | NEAT                     |
| 283883 | 2003 YM180             | 22 de desembre de 2003 | Socorro              | LINEAR                   |
| 283884 | 2004 BT22              | 17 de gener de 2004    | Palomar              | NEAT                     |
| 283885 | 2004 BE54              | 22 de gener de 2004    | Socorro              | LINEAR                   |
| 283886 | 2004 BN54              | 22 de gener de 2004    | Socorro              | LINEAR                   |
| 283887 | 2004 BZ68              | 27 de gener de 2004    | Socorro              | LINEAR                   |
| 283888 | 2004 BY70              | 22 de gener de 2004    | Socorro              | LINEAR                   |
| 283889 | 2004 BL89              | 23 de gener de 2004    | Socorro              | LINEAR                   |
| 283890 | 2004 BY110             | 29 de gener de 2004    | Socorro              | LINEAR                   |
| 283891 | 2004 BF130             | 16 de gener de 2004    | Kitt Peak            | Spacewatch               |
| 283892 | 2004 BY153             | 27 de gener de 2004    | Kitt Peak            | Spacewatch               |
| 283893 | 2004 CB6               | 10 de febrer de 2004   | Catalina             | CSS                      |
| 283894 | 2004 CL8               | 11 de febrer de 2004   | Anderson Mesa        | LONEOS                   |
| 283895 | 2004 CD20              | 11 de febrer de 2004   | Kitt Peak            | Spacewatch               |
| 283896 | 2004 CL20              | 11 de febrer de 2004   | Kitt Peak            | Spacewatch               |
| 283897 | 2004 CD56              | 14 de febrer de 2004   | Haleakala            | NEAT                     |
| 283898 | 2004 CZ63              | 13 de febrer de 2004   | Palomar              | NEAT                     |
| 283899 | 2004 CU98              | 14 de febrer de 2004   | Catalina             | CSS                      |
| 283900 | 2004 DQ15              | 17 de febrer de 2004   | Kitt Peak            | Spacewatch               |

## 283901-284000
| Nom                     | Designació provisional | Data de descobriment   | Lloc de descobriment | Descobridor/s        |
| ----------------------- | ---------------------- | ---------------------- | -------------------- | -------------------- |
| 283901                  | 2004 DO28              | 17 de febrer de 2004   | Kitt Peak            | Spacewatch           |
| 283902                  | 2004 DP28              | 17 de febrer de 2004   | Kitt Peak            | Spacewatch           |
| 283903                  | 2004 DT43              | 23 de febrer de 2004   | Socorro              | LINEAR               |
| 283904                  | 2004 DX43              | 23 de febrer de 2004   | Socorro              | LINEAR               |
| 283905                  | 2004 EB42              | 15 de març de 2004     | Catalina             | CSS                  |
| 283906                  | 2004 EH45              | 15 de març de 2004     | Kitt Peak            | Spacewatch           |
| 283907                  | 2004 ES93              | 15 de març de 2004     | Socorro              | LINEAR               |
| 283908                  | 2004 FY8               | 16 de març de 2004     | Socorro              | LINEAR               |
| 283909                  | 2004 FM13              | 16 de març de 2004     | Kitt Peak            | Spacewatch           |
| 283910                  | 2004 FK23              | 17 de març de 2004     | Kitt Peak            | Spacewatch           |
| 283911                  | 2004 FE38              | 17 de març de 2004     | Socorro              | LINEAR               |
| 283912                  | 2004 FW111             | 26 de març de 2004     | Socorro              | LINEAR               |
| 283913                  | 2004 FX111             | 26 de març de 2004     | Kitt Peak            | Spacewatch           |
| 283914                  | 2004 FQ121             | 23 de març de 2004     | Socorro              | LINEAR               |
| 283915                  | 2004 FG124             | 27 de març de 2004     | Socorro              | LINEAR               |
| 283916                  | 2004 FB125             | 27 de març de 2004     | Socorro              | LINEAR               |
| 283917                  | 2004 FF143             | 28 de març de 2004     | Kitt Peak            | Spacewatch           |
| 283918                  | 2004 GL31              | 15 d'abril de 2004     | Anderson Mesa        | LONEOS               |
| 283919                  | 2004 HU12              | 16 d'abril de 2004     | Kitt Peak            | Spacewatch           |
| 283920                  | 2004 HL25              | 19 d'abril de 2004     | Socorro              | LINEAR               |
| 283921                  | 2004 HH53              | 25 d'abril de 2004     | Catalina             | CSS                  |
| 283922                  | 2004 HX60              | 23 d'abril de 2004     | Socorro              | LINEAR               |
| 283923                  | 2004 JH26              | 15 de maig de 2004     | Socorro              | LINEAR               |
| 283924                  | 2004 KA11              | 19 de maig de 2004     | Kitt Peak            | Spacewatch           |
| 283925                  | 2004 LJ12              | 9 de juny de 2004      | Kitt Peak            | Spacewatch           |
| 283926                  | 2004 NT8               | 14 de juliol de 2004   | Reedy Creek          | J. Broughton         |
| 283927                  | 2004 NW14              | 11 de juliol de 2004   | Socorro              | LINEAR               |
| 283928                  | 2004 OZ6               | 16 de juliol de 2004   | Socorro              | LINEAR               |
| 283929                  | 2004 PA2               | 6 d'agost de 2004      | Reedy Creek          | J. Broughton         |
| 283930                  | 2004 PM7               | 6 d'agost de 2004      | Palomar              | NEAT                 |
| 283931                  | 2004 PT17              | 8 d'agost de 2004      | Socorro              | LINEAR               |
| 283932                  | 2004 PS18              | 8 d'agost de 2004      | Anderson Mesa        | LONEOS               |
| 283933                  | 2004 PS30              | 8 d'agost de 2004      | Socorro              | LINEAR               |
| 283934                  | 2004 PX30              | 8 d'agost de 2004      | Socorro              | LINEAR               |
| 283935                  | 2004 PH31              | 8 d'agost de 2004      | Socorro              | LINEAR               |
| 283936                  | 2004 PG34              | 8 d'agost de 2004      | Anderson Mesa        | LONEOS               |
| 283937                  | 2004 PY35              | 8 d'agost de 2004      | Anderson Mesa        | LONEOS               |
| 283938                  | 2004 PR40              | 9 d'agost de 2004      | Socorro              | LINEAR               |
| 283939                  | 2004 PJ48              | 8 d'agost de 2004      | Socorro              | LINEAR               |
| 283940                  | 2004 PU55              | 8 d'agost de 2004      | Anderson Mesa        | LONEOS               |
| 283941                  | 2004 PJ59              | 9 d'agost de 2004      | Anderson Mesa        | LONEOS               |
| 283942                  | 2004 PD61              | 9 d'agost de 2004      | Socorro              | LINEAR               |
| 283943                  | 2004 PL61              | 9 d'agost de 2004      | Socorro              | LINEAR               |
| 283944                  | 2004 PS62              | 10 d'agost de 2004     | Socorro              | LINEAR               |
| 283945                  | 2004 PB63              | 10 d'agost de 2004     | Socorro              | LINEAR               |
| 283946                  | 2004 PV64              | 10 d'agost de 2004     | Socorro              | LINEAR               |
| 283947                  | 2004 PF65              | 10 d'agost de 2004     | Socorro              | LINEAR               |
| 283948                  | 2004 PU85              | 10 d'agost de 2004     | Socorro              | LINEAR               |
| 283949                  | 2004 PG94              | 10 d'agost de 2004     | Socorro              | LINEAR               |
| 283950                  | 2004 PL103             | 12 d'agost de 2004     | Socorro              | LINEAR               |
| 283951                  | 2004 PY112             | 13 d'agost de 2004     | Palomar              | NEAT                 |
| 283952                  | 2004 QH1               | 19 d'agost de 2004     | Socorro              | LINEAR               |
| 283953                  | 2004 QT3               | 21 d'agost de 2004     | Catalina             | CSS                  |
| 283954                  | 2004 QS7               | 22 d'agost de 2004     | Bergisch Gladbac     | W. Bickel            |
| 283955                  | 2004 QW19              | 21 d'agost de 2004     | Goodricke-Pigott     | Goodricke-Pigott     |
| 283956                  | 2004 QH24              | 27 d'agost de 2004     | Socorro              | LINEAR               |
| 283957                  | 2004 RF                | 1 de setembre de 2004  | Great Shefford       | P. Birtwhistle       |
| 283958                  | 2004 RX                | 4 de setembre de 2004  | Needville            | Needville            |
| 283959                  | 2004 RZ12              | 4 de setembre de 2004  | Palomar              | NEAT                 |
| 283960                  | 2004 RJ13              | 4 de setembre de 2004  | Palomar              | NEAT                 |
| 283961                  | 2004 RB19              | 7 de setembre de 2004  | Kitt Peak            | Spacewatch           |
| 283962                  | 2004 RD21              | 7 de setembre de 2004  | Kitt Peak            | Spacewatch           |
| 283963                  | 2004 RO27              | 6 de setembre de 2004  | Siding Spring        | Siding Spring Survey |
| 283964                  | 2004 RA47              | 8 de setembre de 2004  | Socorro              | LINEAR               |
| 283965                  | 2004 RW49              | 8 de setembre de 2004  | Socorro              | LINEAR               |
| 283966                  | 2004 RQ55              | 8 de setembre de 2004  | Socorro              | LINEAR               |
| 283967                  | 2004 RG58              | 8 de setembre de 2004  | Socorro              | LINEAR               |
| 283968                  | 2004 RV65              | 8 de setembre de 2004  | Socorro              | LINEAR               |
| 283969                  | 2004 RG66              | 8 de setembre de 2004  | Socorro              | LINEAR               |
| 283970                  | 2004 RN83              | 9 de setembre de 2004  | Socorro              | LINEAR               |
| 283971                  | 2004 RZ97              | 8 de setembre de 2004  | Socorro              | LINEAR               |
| 283972                  | 2004 RP101             | 8 de setembre de 2004  | Socorro              | LINEAR               |
| 283973                  | 2004 RW109             | 11 de setembre de 2004 | Socorro              | LINEAR               |
| 283974                  | 2004 RE148             | 9 de setembre de 2004  | Socorro              | LINEAR               |
| 283975                  | 2004 RL155             | 10 de setembre de 2004 | Socorro              | LINEAR               |
| 283976                  | 2004 RW158             | 10 de setembre de 2004 | Socorro              | LINEAR               |
| 283977                  | 2004 RS161             | 11 de setembre de 2004 | Kitt Peak            | Spacewatch           |
| 283978                  | 2004 RQ169             | 8 de setembre de 2004  | Socorro              | LINEAR               |
| 283979                  | 2004 RN170             | 8 de setembre de 2004  | Apache Point         | Apache Point         |
| 283980                  | 2004 RN172             | 9 de setembre de 2004  | Kitt Peak            | Spacewatch           |
| 283981                  | 2004 RZ181             | 10 de setembre de 2004 | Socorro              | LINEAR               |
| 283982                  | 2004 RO184             | 10 de setembre de 2004 | Socorro              | LINEAR               |
| 283983                  | 2004 RC189             | 10 de setembre de 2004 | Socorro              | LINEAR               |
| 283984                  | 2004 RB192             | 10 de setembre de 2004 | Socorro              | LINEAR               |
| 283985                  | 2004 RS222             | 3 de setembre de 2004  | Palomar              | NEAT                 |
| 283986                  | 2004 RJ224             | 8 de setembre de 2004  | Palomar              | NEAT                 |
| 283987                  | 2004 RK237             | 10 de setembre de 2004 | Kitt Peak            | Spacewatch           |
| 283988                  | 2004 RY310             | 13 de setembre de 2004 | Palomar              | NEAT                 |
| 283989                  | 2004 RR323             | 13 de setembre de 2004 | Socorro              | LINEAR               |
| 283990 Randallrosenfeld | 2004 SG2               | 16 de setembre de 2004 | Vail-Jarnac          | T. Glinos, W. Levy   |
| 283991                  | 2004 SL30              | 17 de setembre de 2004 | Socorro              | LINEAR               |
| 283992                  | 2004 SS31              | 17 de setembre de 2004 | Socorro              | LINEAR               |
| 283993                  | 2004 SG44              | 18 de setembre de 2004 | Socorro              | LINEAR               |
| 283994                  | 2004 TT33              | 4 d'octubre de 2004    | Kitt Peak            | Spacewatch           |
| 283995                  | 2004 TC34              | 4 d'octubre de 2004    | Kitt Peak            | Spacewatch           |
| 283996                  | 2004 TJ46              | 4 d'octubre de 2004    | Kitt Peak            | Spacewatch           |
| 283997                  | 2004 TM46              | 4 d'octubre de 2004    | Kitt Peak            | Spacewatch           |
| 283998                  | 2004 TP49              | 4 d'octubre de 2004    | Kitt Peak            | Spacewatch           |
| 283999                  | 2004 TY67              | 5 d'octubre de 2004    | Anderson Mesa        | LONEOS               |
| 284000                  | 2004 TR95              | 5 d'octubre de 2004    | Kitt Peak            | Spacewatch           |